# Lista de asteroides (121001-122000)
Esta é uma lista parcial de asteroides, do asteroide número 121001 até o 122000, inclusive. Veja também o índice com todas as listas disponíveis.

| Objeto Próximos à Terra | Cinturão de asteroides (interno) | Cinturão de asteroides (externo) | Centauro       |
| Cruzador de Marte       | Cinturão de asteroides (meio)    | Troianos de Júpiter              | Transnetuniano |

Veja mais dados de cada asteroide na ligação externa para o Minor Planet Center na última coluna.
Índice: 121001... 121101... 121201... 121301... 121401... 121501... 121601... 121701... 121801... 121901... 

## 121001–121100
| Designação              | Designação | Descoberta  | Descoberta          | Descobridor(es)          | Categoria | Mais informações / Referência |
| Permanente              | Provisória | Data        | Local               | Descobridor(es)          | Categoria | Mais informações / Referência |
| ----------------------- | ---------- | ----------- | ------------------- | ------------------------ | --------- | ----------------------------- |
| 121001 Liangshanxichang | 1998 YW8   | 22 dez 1998 | Xinglong            | SCAP                     | —         | MPC                           |
| 121002                  | 1998 YZ15  | 22 dez 1998 | Kitt Peak           | Spacewatch               | —         | MPC                           |
| 121003                  | 1998 YT19  | 25 dez 1998 | Kitt Peak           | Spacewatch               | Chloris   | MPC                           |
| 121004                  | 1998 YQ27  | 29 dez 1998 | Ondřejov            | L. Kotková               | —         | MPC                           |
| 121005                  | 1998 YM31  | 22 dez 1998 | Kitt Peak           | Spacewatch               | —         | MPC                           |
| 121006                  | 1999 AG1   | 7 jan 1999  | Kitt Peak           | Spacewatch               | —         | MPC                           |
| 121007                  | 1999 AT9   | 10 jan 1999 | Xinglong            | SCAP                     | —         | MPC                           |
| 121008 Michellecrigger  | 1999 AK10  | 14 jan 1999 | Catalina            | CSS                      | —         | MPC                           |
| 121009                  | 1999 AV10  | 7 jan 1999  | Kitt Peak           | Spacewatch               | —         | MPC                           |
| 121010                  | 1999 AG18  | 11 jan 1999 | Kitt Peak           | Spacewatch               | —         | MPC                           |
| 121011                  | 1999 AW18  | 13 jan 1999 | Kitt Peak           | Spacewatch               | —         | MPC                           |
| 121012                  | 1999 AP19  | 13 jan 1999 | Kitt Peak           | Spacewatch               | —         | MPC                           |
| 121013                  | 1999 AG21  | 13 jan 1999 | Višnjan Observatory | K. Korlević              | —         | MPC                           |
| 121014                  | 1999 AJ22  | 13 jan 1999 | Xinglong            | SCAP                     | —         | MPC                           |
| 121015                  | 1999 AO27  | 10 jan 1999 | Kitt Peak           | Spacewatch               | —         | MPC                           |
| 121016 Christopharnold  | 1999 BW3   | 18 jan 1999 | Drebach             | J. Kandler               | —         | MPC                           |
| 121017                  | 1999 BG4   | 19 jan 1999 | San Marcello        | A. Boattini, M. Tombelli | —         | MPC                           |
| 121018                  | 1999 BC6   | 20 jan 1999 | Caussols            | ODAS                     | —         | MPC                           |
| 121019 Minodamato       | 1999 BO7   | 20 jan 1999 | Campo Catino        | F. Mallia, M. Di Sora    | —         | MPC                           |
| 121020                  | 1999 BV8   | 22 jan 1999 | Višnjan Observatory | K. Korlević              | —         | MPC                           |
| 121021                  | 1999 BB13  | 24 jan 1999 | Višnjan Observatory | K. Korlević              | —         | MPC                           |
| 121022 Galliano         | 1999 BR13  | 20 jan 1999 | Caussols            | ODAS                     | —         | MPC                           |
| 121023                  | 1999 BV25  | 18 jan 1999 | Socorro             | LINEAR                   | —         | MPC                           |
| 121024                  | 1999 BK26  | 16 jan 1999 | Kitt Peak           | Spacewatch               | —         | MPC                           |
| 121025                  | 1999 BV26  | 16 jan 1999 | Kitt Peak           | Spacewatch               | —         | MPC                           |
| 121026                  | 1999 BH27  | 16 jan 1999 | Kitt Peak           | Spacewatch               | —         | MPC                           |
| 121027                  | 1999 BS27  | 17 jan 1999 | Kitt Peak           | Spacewatch               | —         | MPC                           |
| 121028                  | 1999 BB29  | 18 jan 1999 | Kitt Peak           | Spacewatch               | —         | MPC                           |
| 121029                  | 1999 BL29  | 18 jan 1999 | Kitt Peak           | Spacewatch               | —         | MPC                           |
| 121030                  | 1999 BM29  | 18 jan 1999 | Kitt Peak           | Spacewatch               | —         | MPC                           |
| 121031                  | 1999 BU30  | 19 jan 1999 | Kitt Peak           | Spacewatch               | —         | MPC                           |
| 121032 Wadesisler       | 1999 BN33  | 23 jan 1999 | Catalina            | CSS                      | —         | MPC                           |
| 121033                  | 1999 CU    | 5 fev 1999  | Oizumi              | T. Kobayashi             | —         | MPC                           |
| 121034                  | 1999 CF1   | 6 fev 1999  | Oizumi              | T. Kobayashi             | —         | MPC                           |
| 121035                  | 1999 CP3   | 10 fev 1999 | Socorro             | LINEAR                   | —         | MPC                           |
| 121036                  | 1999 CH6   | 10 fev 1999 | Socorro             | LINEAR                   | —         | MPC                           |
| 121037                  | 1999 CV6   | 10 fev 1999 | Socorro             | LINEAR                   | —         | MPC                           |
| 121038                  | 1999 CU10  | 12 fev 1999 | Socorro             | LINEAR                   | —         | MPC                           |
| 121039                  | 1999 CQ11  | 12 fev 1999 | Socorro             | LINEAR                   | —         | MPC                           |
| 121040                  | 1999 CP13  | 14 fev 1999 | Caussols            | ODAS                     | —         | MPC                           |
| 121041                  | 1999 CD15  | 11 fev 1999 | Socorro             | LINEAR                   | —         | MPC                           |
| 121042                  | 1999 CA16  | 11 fev 1999 | Socorro             | LINEAR                   | —         | MPC                           |
| 121043                  | 1999 CD24  | 10 fev 1999 | Socorro             | LINEAR                   | —         | MPC                           |
| 121044                  | 1999 CM26  | 10 fev 1999 | Socorro             | LINEAR                   | —         | MPC                           |
| 121045                  | 1999 CV29  | 10 fev 1999 | Socorro             | LINEAR                   | —         | MPC                           |
| 121046                  | 1999 CD34  | 10 fev 1999 | Socorro             | LINEAR                   | —         | MPC                           |
| 121047                  | 1999 CM41  | 10 fev 1999 | Socorro             | LINEAR                   | —         | MPC                           |
| 121048                  | 1999 CF42  | 10 fev 1999 | Socorro             | LINEAR                   | —         | MPC                           |
| 121049                  | 1999 CD46  | 10 fev 1999 | Socorro             | LINEAR                   | —         | MPC                           |
| 121050                  | 1999 CX49  | 10 fev 1999 | Socorro             | LINEAR                   | —         | MPC                           |
| 121051                  | 1999 CG50  | 10 fev 1999 | Socorro             | LINEAR                   | —         | MPC                           |
| 121052                  | 1999 CP51  | 10 fev 1999 | Socorro             | LINEAR                   | —         | MPC                           |
| 121053                  | 1999 CA54  | 10 fev 1999 | Socorro             | LINEAR                   | —         | MPC                           |
| 121054                  | 1999 CX73  | 12 fev 1999 | Socorro             | LINEAR                   | —         | MPC                           |
| 121055                  | 1999 CZ75  | 12 fev 1999 | Socorro             | LINEAR                   | —         | MPC                           |
| 121056                  | 1999 CA80  | 12 fev 1999 | Socorro             | LINEAR                   | —         | MPC                           |
| 121057                  | 1999 CA89  | 10 fev 1999 | Socorro             | LINEAR                   | —         | MPC                           |
| 121058                  | 1999 CD92  | 10 fev 1999 | Socorro             | LINEAR                   | —         | MPC                           |
| 121059                  | 1999 CO93  | 10 fev 1999 | Socorro             | LINEAR                   | Chloris   | MPC                           |
| 121060                  | 1999 CH111 | 12 fev 1999 | Socorro             | LINEAR                   | —         | MPC                           |
| 121061                  | 1999 CY112 | 12 fev 1999 | Socorro             | LINEAR                   | —         | MPC                           |
| 121062                  | 1999 CF116 | 12 fev 1999 | Socorro             | LINEAR                   | —         | MPC                           |
| 121063                  | 1999 CO121 | 11 fev 1999 | Socorro             | LINEAR                   | —         | MPC                           |
| 121064                  | 1999 CW132 | 9 fev 1999  | Kitt Peak           | Spacewatch               | —         | MPC                           |
| 121065                  | 1999 CX132 | 9 fev 1999  | Kitt Peak           | Spacewatch               | —         | MPC                           |
| 121066                  | 1999 CW135 | 8 fev 1999  | Kitt Peak           | Spacewatch               | —         | MPC                           |
| 121067                  | 1999 CN145 | 8 fev 1999  | Kitt Peak           | Spacewatch               | Mitidika  | MPC                           |
| 121068                  | 1999 CT147 | 10 fev 1999 | Kitt Peak           | Spacewatch               | —         | MPC                           |
| 121069                  | 1999 CK149 | 13 fev 1999 | Kitt Peak           | Spacewatch               | —         | MPC                           |
| 121070                  | 1999 CS149 | 13 fev 1999 | Kitt Peak           | Spacewatch               | —         | MPC                           |
| 121071                  | 1999 CT149 | 13 fev 1999 | Kitt Peak           | Spacewatch               | —         | MPC                           |
| 121072                  | 1999 DP3   | 17 fev 1999 | Farpoint            | G. Hug, G. Bell          | —         | MPC                           |
| 121073                  | 1999 EL12  | 15 mar 1999 | Socorro             | LINEAR                   | —         | MPC                           |
| 121074                  | 1999 FA2   | 16 mar 1999 | Kitt Peak           | Spacewatch               | Juno      | MPC                           |
| 121075                  | 1999 FA3   | 17 mar 1999 | Kitt Peak           | Spacewatch               | —         | MPC                           |
| 121076                  | 1999 FB3   | 17 mar 1999 | Kitt Peak           | Spacewatch               | Mitidika  | MPC                           |
| 121077                  | 1999 FG3   | 17 mar 1999 | Kitt Peak           | Spacewatch               | —         | MPC                           |
| 121078                  | 1999 FP3   | 19 mar 1999 | Socorro             | LINEAR                   | —         | MPC                           |
| 121079                  | 1999 FP4   | 17 mar 1999 | Kitt Peak           | Spacewatch               | —         | MPC                           |
| 121080                  | 1999 FO6   | 17 mar 1999 | Caussols            | ODAS                     | —         | MPC                           |
| 121081                  | 1999 FN7   | 20 mar 1999 | Socorro             | LINEAR                   | —         | MPC                           |
| 121082                  | 1999 FP13  | 19 mar 1999 | Kitt Peak           | Spacewatch               | —         | MPC                           |
| 121083                  | 1999 FV16  | 23 mar 1999 | Kitt Peak           | Spacewatch               | Mitidika  | MPC                           |
| 121084                  | 1999 FY16  | 23 mar 1999 | Kitt Peak           | Spacewatch               | —         | MPC                           |
| 121085                  | 1999 FA18  | 23 mar 1999 | Kitt Peak           | Spacewatch               | —         | MPC                           |
| 121086                  | 1999 FB18  | 23 mar 1999 | Kitt Peak           | Spacewatch               | —         | MPC                           |
| 121087                  | 1999 FO18  | 22 mar 1999 | Anderson Mesa       | LONEOS                   | —         | MPC                           |
| 121088                  | 1999 FX20  | 24 mar 1999 | Kleť                | Kleť Obs.                | —         | MPC                           |
| 121089 Vyšší Brod       | 1999 FH21  | 24 mar 1999 | Kleť                | M. Tichý                 | —         | MPC                           |
| 121090                  | 1999 FM27  | 19 mar 1999 | Socorro             | LINEAR                   | —         | MPC                           |
| 121091                  | 1999 FG34  | 19 mar 1999 | Socorro             | LINEAR                   | —         | MPC                           |
| 121092                  | 1999 FG40  | 20 mar 1999 | Socorro             | LINEAR                   | —         | MPC                           |
| 121093                  | 1999 FO46  | 20 mar 1999 | Socorro             | LINEAR                   | —         | MPC                           |
| 121094                  | 1999 FY48  | 20 mar 1999 | Socorro             | LINEAR                   | —         | MPC                           |
| 121095                  | 1999 FM49  | 20 mar 1999 | Socorro             | LINEAR                   | —         | MPC                           |
| 121096                  | 1999 FG51  | 20 mar 1999 | Socorro             | LINEAR                   | —         | MPC                           |
| 121097                  | 1999 FM54  | 20 mar 1999 | Socorro             | LINEAR                   | —         | MPC                           |
| 121098                  | 1999 FL55  | 20 mar 1999 | Socorro             | LINEAR                   | —         | MPC                           |
| 121099                  | 1999 FV55  | 20 mar 1999 | Socorro             | LINEAR                   | —         | MPC                           |
| 121100                  | 1999 FS62  | 22 mar 1999 | Anderson Mesa       | LONEOS                   | —         | MPC                           |

## 121101–121200
| Designação         | Designação | Descoberta  | Descoberta          | Descobridor(es) | Categoria | Mais informações / Referência |
| Permanente         | Provisória | Data        | Local               | Descobridor(es) | Categoria | Mais informações / Referência |
| ------------------ | ---------- | ----------- | ------------------- | --------------- | --------- | ----------------------------- |
| 121101             | 1999 FA63  | 22 mar 1999 | Anderson Mesa       | LONEOS          | —         | MPC                           |
| 121102             | 1999 FE63  | 20 mar 1999 | Anderson Mesa       | LONEOS          | —         | MPC                           |
| 121103 Ericneilsen | 1999 FX73  | 20 mar 1999 | Apache Point        | SDSS            | —         | MPC                           |
| 121104             | 1999 GQ    | 5 abr 1999  | Višnjan Observatory | K. Korlević     | —         | MPC                           |
| 121105             | 1999 GL1   | 7 abr 1999  | Oizumi              | T. Kobayashi    | —         | MPC                           |
| 121106             | 1999 GW1   | 6 abr 1999  | Kitt Peak           | Spacewatch      | —         | MPC                           |
| 121107             | 1999 GF5   | 3 abr 1999  | Xinglong            | SCAP            | —         | MPC                           |
| 121108             | 1999 GA7   | 15 abr 1999 | Socorro             | LINEAR          | —         | MPC                           |
| 121109             | 1999 GV7   | 9 abr 1999  | Anderson Mesa       | LONEOS          | —         | MPC                           |
| 121110             | 1999 GO12  | 12 abr 1999 | Kitt Peak           | Spacewatch      | —         | MPC                           |
| 121111             | 1999 GD16  | 9 abr 1999  | Socorro             | LINEAR          | —         | MPC                           |
| 121112             | 1999 GG25  | 6 abr 1999  | Socorro             | LINEAR          | —         | MPC                           |
| 121113             | 1999 GM25  | 6 abr 1999  | Socorro             | LINEAR          | Phocaea   | MPC                           |
| 121114             | 1999 GD28  | 7 abr 1999  | Socorro             | LINEAR          | —         | MPC                           |
| 121115             | 1999 GO31  | 7 abr 1999  | Socorro             | LINEAR          | —         | MPC                           |
| 121116             | 1999 GH42  | 12 abr 1999 | Socorro             | LINEAR          | —         | MPC                           |
| 121117             | 1999 GE56  | 9 abr 1999  | Kitt Peak           | Spacewatch      | —         | MPC                           |
| 121118             | 1999 GK58  | 7 abr 1999  | Socorro             | LINEAR          | —         | MPC                           |
| 121119             | 1999 GZ58  | 12 abr 1999 | Socorro             | LINEAR          | —         | MPC                           |
| 121120             | 1999 GQ59  | 12 abr 1999 | Socorro             | LINEAR          | —         | MPC                           |
| 121121             | 1999 HJ3   | 19 abr 1999 | Goodricke-Pigott    | R. A. Tucker    | Juno      | MPC                           |
| 121122             | 1999 HW3   | 21 abr 1999 | Woomera             | F. B. Zoltowski | —         | MPC                           |
| 121123             | 1999 HK4   | 16 abr 1999 | Kitt Peak           | Spacewatch      | Themis    | MPC                           |
| 121124             | 1999 HZ8   | 17 abr 1999 | Socorro             | LINEAR          | —         | MPC                           |
| 121125             | 1999 HW9   | 17 abr 1999 | Socorro             | LINEAR          | —         | MPC                           |
| 121126             | 1999 JO2   | 8 mai 1999  | Catalina            | CSS             | —         | MPC                           |
| 121127             | 1999 JF3   | 8 mai 1999  | Reedy Creek         | J. Broughton    | —         | MPC                           |
| 121128             | 1999 JO3   | 6 mai 1999  | Socorro             | LINEAR          | —         | MPC                           |
| 121129             | 1999 JV4   | 10 mai 1999 | Socorro             | LINEAR          | —         | MPC                           |
| 121130             | 1999 JB5   | 10 mai 1999 | Socorro             | LINEAR          | —         | MPC                           |
| 121131             | 1999 JE9   | 7 mai 1999  | Catalina            | CSS             | —         | MPC                           |
| 121132 Garydavis   | 1999 JB10  | 8 mai 1999  | Catalina            | CSS             | —         | MPC                           |
| 121133             | 1999 JN14  | 15 mai 1999 | Goodricke-Pigott    | R. A. Tucker    | —         | MPC                           |
| 121134             | 1999 JT16  | 15 mai 1999 | Kitt Peak           | Spacewatch      | —         | MPC                           |
| 121135             | 1999 JJ26  | 10 mai 1999 | Socorro             | LINEAR          | —         | MPC                           |
| 121136             | 1999 JJ27  | 10 mai 1999 | Socorro             | LINEAR          | —         | MPC                           |
| 121137             | 1999 JV32  | 10 mai 1999 | Socorro             | LINEAR          | —         | MPC                           |
| 121138             | 1999 JB33  | 10 mai 1999 | Socorro             | LINEAR          | —         | MPC                           |
| 121139             | 1999 JF34  | 10 mai 1999 | Socorro             | LINEAR          | —         | MPC                           |
| 121140             | 1999 JZ39  | 10 mai 1999 | Socorro             | LINEAR          | —         | MPC                           |
| 121141             | 1999 JE40  | 10 mai 1999 | Socorro             | LINEAR          | —         | MPC                           |
| 121142             | 1999 JQ40  | 10 mai 1999 | Socorro             | LINEAR          | Mitidika  | MPC                           |
| 121143             | 1999 JX44  | 10 mai 1999 | Socorro             | LINEAR          | —         | MPC                           |
| 121144             | 1999 JP45  | 10 mai 1999 | Socorro             | LINEAR          | —         | MPC                           |
| 121145             | 1999 JT59  | 10 mai 1999 | Socorro             | LINEAR          | —         | MPC                           |
| 121146             | 1999 JT67  | 12 mai 1999 | Socorro             | LINEAR          | —         | MPC                           |
| 121147             | 1999 JK69  | 12 mai 1999 | Socorro             | LINEAR          | —         | MPC                           |
| 121148             | 1999 JC71  | 12 mai 1999 | Socorro             | LINEAR          | —         | MPC                           |
| 121149             | 1999 JQ72  | 12 mai 1999 | Socorro             | LINEAR          | —         | MPC                           |
| 121150             | 1999 JV72  | 12 mai 1999 | Socorro             | LINEAR          | —         | MPC                           |
| 121151             | 1999 JH74  | 12 mai 1999 | Socorro             | LINEAR          | —         | MPC                           |
| 121152             | 1999 JU82  | 12 mai 1999 | Socorro             | LINEAR          | —         | MPC                           |
| 121153             | 1999 JQ88  | 14 mai 1999 | Socorro             | LINEAR          | —         | MPC                           |
| 121154             | 1999 JU90  | 12 mai 1999 | Socorro             | LINEAR          | —         | MPC                           |
| 121155             | 1999 JH95  | 12 mai 1999 | Socorro             | LINEAR          | —         | MPC                           |
| 121156             | 1999 JJ96  | 12 mai 1999 | Socorro             | LINEAR          | —         | MPC                           |
| 121157             | 1999 JT97  | 12 mai 1999 | Socorro             | LINEAR          | —         | MPC                           |
| 121158             | 1999 JH98  | 12 mai 1999 | Socorro             | LINEAR          | —         | MPC                           |
| 121159             | 1999 JJ100 | 12 mai 1999 | Socorro             | LINEAR          | —         | MPC                           |
| 121160             | 1999 JL102 | 13 mai 1999 | Socorro             | LINEAR          | —         | MPC                           |
| 121161             | 1999 JG111 | 13 mai 1999 | Socorro             | LINEAR          | —         | MPC                           |
| 121162             | 1999 JY113 | 13 mai 1999 | Socorro             | LINEAR          | —         | MPC                           |
| 121163             | 1999 JM118 | 13 mai 1999 | Socorro             | LINEAR          | Mitidika  | MPC                           |
| 121164             | 1999 JO118 | 13 mai 1999 | Socorro             | LINEAR          | —         | MPC                           |
| 121165             | 1999 JU120 | 13 mai 1999 | Socorro             | LINEAR          | —         | MPC                           |
| 121166             | 1999 JC125 | 10 mai 1999 | Socorro             | LINEAR          | —         | MPC                           |
| 121167             | 1999 JE135 | 12 mai 1999 | Socorro             | LINEAR          | —         | MPC                           |
| 121168             | 1999 KS1   | 16 mai 1999 | Kitt Peak           | Spacewatch      | Mitidika  | MPC                           |
| 121169             | 1999 KA2   | 16 mai 1999 | Kitt Peak           | Spacewatch      | —         | MPC                           |
| 121170             | 1999 KG7   | 17 mai 1999 | Socorro             | LINEAR          | —         | MPC                           |
| 121171             | 1999 KE9   | 18 mai 1999 | Socorro             | LINEAR          | —         | MPC                           |
| 121172             | 1999 KZ11  | 18 mai 1999 | Socorro             | LINEAR          | —         | MPC                           |
| 121173             | 1999 KE13  | 18 mai 1999 | Socorro             | LINEAR          | Phocaea   | MPC                           |
| 121174             | 1999 KK14  | 18 mai 1999 | Socorro             | LINEAR          | —         | MPC                           |
| 121175             | 1999 KU15  | 18 mai 1999 | Socorro             | LINEAR          | —         | MPC                           |
| 121176             | 1999 LH5   | 11 jun 1999 | Socorro             | LINEAR          | —         | MPC                           |
| 121177             | 1999 LV6   | 7 jun 1999  | Kitt Peak           | Spacewatch      | —         | MPC                           |
| 121178             | 1999 LS8   | 8 jun 1999  | Socorro             | LINEAR          | —         | MPC                           |
| 121179             | 1999 LX14  | 10 jun 1999 | Socorro             | LINEAR          | —         | MPC                           |
| 121180             | 1999 LX15  | 12 jun 1999 | Socorro             | LINEAR          | Juno      | MPC                           |
| 121181             | 1999 LC25  | 9 jun 1999  | Socorro             | LINEAR          | —         | MPC                           |
| 121182             | 1999 LQ31  | 11 jun 1999 | Kitt Peak           | Spacewatch      | —         | MPC                           |
| 121183             | 1999 LT36  | 7 jun 1999  | Anderson Mesa       | LONEOS          | —         | MPC                           |
| 121184             | 1999 NH    | 5 jul 1999  | Farpoint            | G. Bell, G. Hug | —         | MPC                           |
| 121185             | 1999 NP    | 7 jul 1999  | Reedy Creek         | J. Broughton    | —         | MPC                           |
| 121186             | 1999 NR1   | 12 jul 1999 | Socorro             | LINEAR          | —         | MPC                           |
| 121187             | 1999 NJ13  | 14 jul 1999 | Socorro             | LINEAR          | —         | MPC                           |
| 121188             | 1999 NR17  | 14 jul 1999 | Socorro             | LINEAR          | —         | MPC                           |
| 121189             | 1999 NE19  | 14 jul 1999 | Socorro             | LINEAR          | —         | MPC                           |
| 121190             | 1999 NP19  | 14 jul 1999 | Socorro             | LINEAR          | Juno      | MPC                           |
| 121191             | 1999 NT19  | 14 jul 1999 | Socorro             | LINEAR          | —         | MPC                           |
| 121192             | 1999 NC22  | 14 jul 1999 | Socorro             | LINEAR          | —         | MPC                           |
| 121193             | 1999 NK22  | 14 jul 1999 | Socorro             | LINEAR          | —         | MPC                           |
| 121194             | 1999 NQ26  | 14 jul 1999 | Socorro             | LINEAR          | —         | MPC                           |
| 121195             | 1999 NY29  | 14 jul 1999 | Socorro             | LINEAR          | —         | MPC                           |
| 121196             | 1999 NY31  | 14 jul 1999 | Socorro             | LINEAR          | —         | MPC                           |
| 121197             | 1999 NB33  | 14 jul 1999 | Socorro             | LINEAR          | —         | MPC                           |
| 121198             | 1999 NB35  | 14 jul 1999 | Socorro             | LINEAR          | —         | MPC                           |
| 121199             | 1999 NC38  | 14 jul 1999 | Socorro             | LINEAR          | —         | MPC                           |
| 121200             | 1999 NK38  | 14 jul 1999 | Socorro             | LINEAR          | —         | MPC                           |

## 121201–121300
| Designação              | Designação | Descoberta  | Descoberta              | Descobridor(es)  | Categoria | Mais informações / Referência |
| Permanente              | Provisória | Data        | Local                   | Descobridor(es)  | Categoria | Mais informações / Referência |
| ----------------------- | ---------- | ----------- | ----------------------- | ---------------- | --------- | ----------------------------- |
| 121201                  | 1999 NR41  | 14 jul 1999 | Socorro                 | LINEAR           | Juno      | MPC                           |
| 121202                  | 1999 NG46  | 13 jul 1999 | Socorro                 | LINEAR           | —         | MPC                           |
| 121203                  | 1999 NB49  | 13 jul 1999 | Socorro                 | LINEAR           | —         | MPC                           |
| 121204                  | 1999 OK2   | 22 jul 1999 | Socorro                 | LINEAR           | Juno      | MPC                           |
| 121205                  | 1999 PG1   | 8 ago 1999  | Prescott                | P. G. Comba      | —         | MPC                           |
| 121206                  | 1999 PO3   | 13 ago 1999 | Baton Rouge             | W. R. Cooney Jr. | —         | MPC                           |
| 121207                  | 1999 PX3   | 7 ago 1999  | Anderson Mesa           | LONEOS           | Juno      | MPC                           |
| 121208                  | 1999 PZ4   | 8 ago 1999  | Gekko                   | T. Kagawa        | —         | MPC                           |
| 121209                  | 1999 QJ1   | 17 ago 1999 | Kitt Peak               | Spacewatch       | Brangane  | MPC                           |
| 121210                  | 1999 QG2   | 25 ago 1999 | Ondřejov                | L. Kotková       | —         | MPC                           |
| 121211 Nikeshadavis     | 1999 RB4   | 4 set 1999  | Catalina                | CSS              | —         | MPC                           |
| 121212                  | 1999 RP5   | 3 set 1999  | Kitt Peak               | Spacewatch       | —         | MPC                           |
| 121213                  | 1999 RR6   | 3 set 1999  | Kitt Peak               | Spacewatch       | —         | MPC                           |
| 121214                  | 1999 RU7   | 3 set 1999  | Kitt Peak               | Spacewatch       | —         | MPC                           |
| 121215                  | 1999 RA8   | 3 set 1999  | Kitt Peak               | Spacewatch       | —         | MPC                           |
| 121216                  | 1999 RP9   | 4 set 1999  | Kitt Peak               | Spacewatch       | —         | MPC                           |
| 121217                  | 1999 RV10  | 7 set 1999  | Socorro                 | LINEAR           | —         | MPC                           |
| 121218                  | 1999 RJ11  | 7 set 1999  | Socorro                 | LINEAR           | Juno      | MPC                           |
| 121219                  | 1999 RL11  | 7 set 1999  | Socorro                 | LINEAR           | —         | MPC                           |
| 121220                  | 1999 RK13  | 7 set 1999  | Socorro                 | LINEAR           | —         | MPC                           |
| 121221                  | 1999 RO13  | 7 set 1999  | Socorro                 | LINEAR           | —         | MPC                           |
| 121222                  | 1999 RG14  | 7 set 1999  | Socorro                 | LINEAR           | —         | MPC                           |
| 121223                  | 1999 RQ15  | 7 set 1999  | Socorro                 | LINEAR           | Juno      | MPC                           |
| 121224                  | 1999 RA21  | 7 set 1999  | Socorro                 | LINEAR           | —         | MPC                           |
| 121225                  | 1999 RX27  | 8 set 1999  | Kleť                    | Kleť Obs.        | —         | MPC                           |
| 121226                  | 1999 RZ28  | 7 set 1999  | Socorro                 | LINEAR           | Juno      | MPC                           |
| 121227                  | 1999 RA29  | 7 set 1999  | Socorro                 | LINEAR           | —         | MPC                           |
| 121228                  | 1999 RQ29  | 8 set 1999  | Socorro                 | LINEAR           | Juno      | MPC                           |
| 121229                  | 1999 RC30  | 8 set 1999  | Socorro                 | LINEAR           | —         | MPC                           |
| 121230                  | 1999 RH30  | 8 set 1999  | Socorro                 | LINEAR           | —         | MPC                           |
| 121231                  | 1999 RD31  | 8 set 1999  | Socorro                 | LINEAR           | —         | MPC                           |
| 121232 Zerin            | 1999 RK35  | 11 set 1999 | Starkenburg Observatory | Starkenburg Obs. | —         | MPC                           |
| 121233                  | 1999 RU36  | 10 set 1999 | Woomera                 | F. B. Zoltowski  | —         | MPC                           |
| 121234                  | 1999 RM37  | 11 set 1999 | Socorro                 | LINEAR           | Eos       | MPC                           |
| 121235                  | 1999 RB39  | 13 set 1999 | Kanab                   | E. E. Sheridan   | —         | MPC                           |
| 121236 Adrianagutierrez | 1999 RJ39  | 8 set 1999  | Catalina                | CSS              | Juno      | MPC                           |
| 121237 Zachdolch        | 1999 RK39  | 8 set 1999  | Catalina                | CSS              | —         | MPC                           |
| 121238                  | 1999 RM40  | 7 set 1999  | Socorro                 | LINEAR           | Juno      | MPC                           |
| 121239                  | 1999 RQ41  | 14 set 1999 | Kleť                    | Kleť Obs.        | —         | MPC                           |
| 121240                  | 1999 RG44  | 15 set 1999 | Reedy Creek             | J. Broughton     | —         | MPC                           |
| 121241                  | 1999 RW46  | 7 set 1999  | Socorro                 | LINEAR           | —         | MPC                           |
| 121242                  | 1999 RR48  | 7 set 1999  | Socorro                 | LINEAR           | —         | MPC                           |
| 121243                  | 1999 RQ50  | 7 set 1999  | Socorro                 | LINEAR           | —         | MPC                           |
| 121244                  | 1999 RE51  | 7 set 1999  | Socorro                 | LINEAR           | —         | MPC                           |
| 121245                  | 1999 RO51  | 7 set 1999  | Socorro                 | LINEAR           | —         | MPC                           |
| 121246                  | 1999 RU55  | 7 set 1999  | Socorro                 | LINEAR           | —         | MPC                           |
| 121247                  | 1999 RX58  | 7 set 1999  | Socorro                 | LINEAR           | —         | MPC                           |
| 121248                  | 1999 RR63  | 7 set 1999  | Socorro                 | LINEAR           | —         | MPC                           |
| 121249                  | 1999 RC65  | 7 set 1999  | Socorro                 | LINEAR           | —         | MPC                           |
| 121250                  | 1999 RF66  | 7 set 1999  | Socorro                 | LINEAR           | —         | MPC                           |
| 121251                  | 1999 RO71  | 7 set 1999  | Socorro                 | LINEAR           | —         | MPC                           |
| 121252                  | 1999 RS71  | 7 set 1999  | Socorro                 | LINEAR           | —         | MPC                           |
| 121253                  | 1999 RW71  | 7 set 1999  | Socorro                 | LINEAR           | —         | MPC                           |
| 121254                  | 1999 RK76  | 7 set 1999  | Socorro                 | LINEAR           | —         | MPC                           |
| 121255                  | 1999 RM83  | 7 set 1999  | Socorro                 | LINEAR           | Brangane  | MPC                           |
| 121256                  | 1999 RL85  | 7 set 1999  | Socorro                 | LINEAR           | —         | MPC                           |
| 121257                  | 1999 RQ91  | 7 set 1999  | Socorro                 | LINEAR           | —         | MPC                           |
| 121258                  | 1999 RL94  | 7 set 1999  | Socorro                 | LINEAR           | Brangane  | MPC                           |
| 121259                  | 1999 RC95  | 7 set 1999  | Socorro                 | LINEAR           | —         | MPC                           |
| 121260                  | 1999 RR96  | 7 set 1999  | Socorro                 | LINEAR           | —         | MPC                           |
| 121261                  | 1999 RY97  | 7 set 1999  | Socorro                 | LINEAR           | —         | MPC                           |
| 121262                  | 1999 RE98  | 7 set 1999  | Socorro                 | LINEAR           | Brangane  | MPC                           |
| 121263                  | 1999 RO98  | 7 set 1999  | Socorro                 | LINEAR           | —         | MPC                           |
| 121264                  | 1999 RP105 | 8 set 1999  | Socorro                 | LINEAR           | —         | MPC                           |
| 121265                  | 1999 RT106 | 8 set 1999  | Socorro                 | LINEAR           | —         | MPC                           |
| 121266                  | 1999 RU106 | 8 set 1999  | Socorro                 | LINEAR           | —         | MPC                           |
| 121267                  | 1999 RX106 | 8 set 1999  | Socorro                 | LINEAR           | —         | MPC                           |
| 121268                  | 1999 RD108 | 8 set 1999  | Socorro                 | LINEAR           | —         | MPC                           |
| 121269                  | 1999 RK108 | 8 set 1999  | Socorro                 | LINEAR           | —         | MPC                           |
| 121270                  | 1999 RT113 | 9 set 1999  | Socorro                 | LINEAR           | —         | MPC                           |
| 121271                  | 1999 RD114 | 9 set 1999  | Socorro                 | LINEAR           | —         | MPC                           |
| 121272                  | 1999 RB115 | 9 set 1999  | Socorro                 | LINEAR           | —         | MPC                           |
| 121273                  | 1999 RN118 | 9 set 1999  | Socorro                 | LINEAR           | —         | MPC                           |
| 121274                  | 1999 RM124 | 9 set 1999  | Socorro                 | LINEAR           | —         | MPC                           |
| 121275                  | 1999 RC126 | 9 set 1999  | Socorro                 | LINEAR           | —         | MPC                           |
| 121276                  | 1999 RJ136 | 9 set 1999  | Socorro                 | LINEAR           | —         | MPC                           |
| 121277                  | 1999 RX136 | 9 set 1999  | Socorro                 | LINEAR           | —         | MPC                           |
| 121278                  | 1999 RH142 | 9 set 1999  | Socorro                 | LINEAR           | —         | MPC                           |
| 121279                  | 1999 RQ143 | 9 set 1999  | Socorro                 | LINEAR           | —         | MPC                           |
| 121280                  | 1999 RY143 | 9 set 1999  | Socorro                 | LINEAR           | —         | MPC                           |
| 121281                  | 1999 RW148 | 9 set 1999  | Socorro                 | LINEAR           | —         | MPC                           |
| 121282                  | 1999 RC153 | 9 set 1999  | Socorro                 | LINEAR           | —         | MPC                           |
| 121283                  | 1999 RE153 | 9 set 1999  | Socorro                 | LINEAR           | —         | MPC                           |
| 121284                  | 1999 RQ157 | 9 set 1999  | Socorro                 | LINEAR           | —         | MPC                           |
| 121285                  | 1999 RB161 | 9 set 1999  | Socorro                 | LINEAR           | —         | MPC                           |
| 121286                  | 1999 RG161 | 9 set 1999  | Socorro                 | LINEAR           | —         | MPC                           |
| 121287                  | 1999 RU164 | 9 set 1999  | Socorro                 | LINEAR           | —         | MPC                           |
| 121288                  | 1999 RT171 | 9 set 1999  | Socorro                 | LINEAR           | Phocaea   | MPC                           |
| 121289                  | 1999 RS174 | 9 set 1999  | Socorro                 | LINEAR           | —         | MPC                           |
| 121290                  | 1999 RK176 | 9 set 1999  | Socorro                 | LINEAR           | —         | MPC                           |
| 121291                  | 1999 RN176 | 9 set 1999  | Socorro                 | LINEAR           | —         | MPC                           |
| 121292                  | 1999 RR180 | 9 set 1999  | Socorro                 | LINEAR           | —         | MPC                           |
| 121293                  | 1999 RL182 | 9 set 1999  | Socorro                 | LINEAR           | —         | MPC                           |
| 121294                  | 1999 RW182 | 9 set 1999  | Socorro                 | LINEAR           | —         | MPC                           |
| 121295                  | 1999 RW185 | 9 set 1999  | Socorro                 | LINEAR           | —         | MPC                           |
| 121296                  | 1999 RH193 | 13 set 1999 | Socorro                 | LINEAR           | —         | MPC                           |
| 121297                  | 1999 RU195 | 8 set 1999  | Socorro                 | LINEAR           | —         | MPC                           |
| 121298                  | 1999 RK198 | 9 set 1999  | Socorro                 | LINEAR           | —         | MPC                           |
| 121299                  | 1999 RL202 | 8 set 1999  | Socorro                 | LINEAR           | —         | MPC                           |
| 121300                  | 1999 RM202 | 8 set 1999  | Socorro                 | LINEAR           | —         | MPC                           |

## 121301–121400
| Designação             | Designação | Descoberta  | Descoberta          | Descobridor(es)        | Categoria | Mais informações / Referência |
| Permanente             | Provisória | Data        | Local               | Descobridor(es)        | Categoria | Mais informações / Referência |
| ---------------------- | ---------- | ----------- | ------------------- | ---------------------- | --------- | ----------------------------- |
| 121301                 | 1999 RT202 | 8 set 1999  | Socorro             | LINEAR                 | Brangane  | MPC                           |
| 121302                 | 1999 RN203 | 8 set 1999  | Socorro             | LINEAR                 | —         | MPC                           |
| 121303                 | 1999 RB205 | 8 set 1999  | Socorro             | LINEAR                 | —         | MPC                           |
| 121304                 | 1999 RA206 | 8 set 1999  | Socorro             | LINEAR                 | —         | MPC                           |
| 121305                 | 1999 RH206 | 8 set 1999  | Socorro             | LINEAR                 | —         | MPC                           |
| 121306                 | 1999 RQ207 | 8 set 1999  | Socorro             | LINEAR                 | —         | MPC                           |
| 121307                 | 1999 RT207 | 8 set 1999  | Socorro             | LINEAR                 | —         | MPC                           |
| 121308                 | 1999 RD208 | 8 set 1999  | Socorro             | LINEAR                 | —         | MPC                           |
| 121309                 | 1999 RG209 | 8 set 1999  | Socorro             | LINEAR                 | —         | MPC                           |
| 121310                 | 1999 RJ209 | 8 set 1999  | Socorro             | LINEAR                 | —         | MPC                           |
| 121311                 | 1999 RR209 | 8 set 1999  | Socorro             | LINEAR                 | —         | MPC                           |
| 121312                 | 1999 RS209 | 8 set 1999  | Socorro             | LINEAR                 | Brangane  | MPC                           |
| 121313 Tamsin          | 1999 RF214 | 8 set 1999  | Uccle               | T. Pauwels             | —         | MPC                           |
| 121314                 | 1999 RW217 | 4 set 1999  | Anderson Mesa       | LONEOS                 | —         | MPC                           |
| 121315 Mikelentz       | 1999 RB218 | 4 set 1999  | Catalina            | CSS                    | Eos       | MPC                           |
| 121316                 | 1999 RC219 | 5 set 1999  | Anderson Mesa       | LONEOS                 | —         | MPC                           |
| 121317                 | 1999 RE225 | 7 set 1999  | Socorro             | LINEAR                 | —         | MPC                           |
| 121318                 | 1999 RY242 | 4 set 1999  | Anderson Mesa       | LONEOS                 | —         | MPC                           |
| 121319                 | 1999 RN247 | 5 set 1999  | Kitt Peak           | Spacewatch             | —         | MPC                           |
| 121320                 | 1999 RR249 | 6 set 1999  | Kitt Peak           | Spacewatch             | —         | MPC                           |
| 121321                 | 1999 SH    | 16 set 1999 | Višnjan Observatory | K. Korlević            | —         | MPC                           |
| 121322                 | 1999 SQ1   | 19 set 1999 | Ondřejov            | L. Kotková             | —         | MPC                           |
| 121323                 | 1999 SJ3   | 22 set 1999 | Socorro             | LINEAR                 | —         | MPC                           |
| 121324                 | 1999 SQ5   | 30 set 1999 | Socorro             | LINEAR                 | —         | MPC                           |
| 121325                 | 1999 SU5   | 30 set 1999 | Socorro             | LINEAR                 | Juno      | MPC                           |
| 121326                 | 1999 SG12  | 22 set 1999 | Socorro             | LINEAR                 | —         | MPC                           |
| 121327 Andreweaker     | 1999 SL14  | 30 set 1999 | Catalina            | CSS                    | —         | MPC                           |
| 121328 Devlynrfennell  | 1999 SZ14  | 29 set 1999 | Catalina            | CSS                    | —         | MPC                           |
| 121329 Getzandanner    | 1999 SF15  | 30 set 1999 | Catalina            | CSS                    | —         | MPC                           |
| 121330                 | 1999 SW16  | 29 set 1999 | Catalina            | CSS                    | —         | MPC                           |
| 121331 Savannahsalazar | 1999 SN22  | 30 set 1999 | Catalina            | CSS                    | —         | MPC                           |
| 121332 Jasonhair       | 1999 SB24  | 29 set 1999 | Catalina            | CSS                    | Ursula    | MPC                           |
| 121333                 | 1999 TF3   | 4 out 1999  | Prescott            | P. G. Comba            | —         | MPC                           |
| 121334                 | 1999 TQ3   | 3 out 1999  | Stroncone           | Santa Lucia Obs.       | Brangane  | MPC                           |
| 121335                 | 1999 TO4   | 2 out 1999  | Socorro             | LINEAR                 | Juno      | MPC                           |
| 121336                 | 1999 TF6   | 6 out 1999  | Modra               | L. Kornoš, J. Tóth     | —         | MPC                           |
| 121337                 | 1999 TW8   | 1 out 1999  | Farra d'Isonzo      | Farra d'Isonzo         | —         | MPC                           |
| 121338                 | 1999 TY8   | 1 out 1999  | Farra d'Isonzo      | Farra d'Isonzo         | —         | MPC                           |
| 121339                 | 1999 TO15  | 13 out 1999 | Ondřejov            | P. Kušnirák, P. Pravec | —         | MPC                           |
| 121340                 | 1999 TO17  | 15 out 1999 | Prescott            | P. G. Comba            | Juno      | MPC                           |
| 121341                 | 1999 TB19  | 15 out 1999 | Višnjan Observatory | K. Korlević            | —         | MPC                           |
| 121342                 | 1999 TV19  | 10 out 1999 | Xinglong            | SCAP                   | —         | MPC                           |
| 121343                 | 1999 TH27  | 3 out 1999  | Socorro             | LINEAR                 | —         | MPC                           |
| 121344                 | 1999 TB29  | 4 out 1999  | Socorro             | LINEAR                 | —         | MPC                           |
| 121345                 | 1999 TA32  | 4 out 1999  | Socorro             | LINEAR                 | —         | MPC                           |
| 121346                 | 1999 TB33  | 4 out 1999  | Socorro             | LINEAR                 | —         | MPC                           |
| 121347                 | 1999 TL33  | 4 out 1999  | Socorro             | LINEAR                 | —         | MPC                           |
| 121348                 | 1999 TP33  | 4 out 1999  | Socorro             | LINEAR                 | —         | MPC                           |
| 121349                 | 1999 TM34  | 2 out 1999  | Socorro             | LINEAR                 | Juno      | MPC                           |
| 121350                 | 1999 TU34  | 3 out 1999  | Socorro             | LINEAR                 | —         | MPC                           |
| 121351                 | 1999 TL35  | 4 out 1999  | Socorro             | LINEAR                 | Juno      | MPC                           |
| 121352 Taylorhale      | 1999 TG38  | 1 out 1999  | Catalina            | CSS                    | —         | MPC                           |
| 121353                 | 1999 TF39  | 3 out 1999  | Catalina            | CSS                    | —         | MPC                           |
| 121354                 | 1999 TX47  | 4 out 1999  | Kitt Peak           | Spacewatch             | Ursula    | MPC                           |
| 121355                 | 1999 TQ49  | 4 out 1999  | Kitt Peak           | Spacewatch             | —         | MPC                           |
| 121356                 | 1999 TE52  | 4 out 1999  | Kitt Peak           | Spacewatch             | —         | MPC                           |
| 121357                 | 1999 TA54  | 6 out 1999  | Kitt Peak           | Spacewatch             | —         | MPC                           |
| 121358                 | 1999 TR54  | 6 out 1999  | Kitt Peak           | Spacewatch             | —         | MPC                           |
| 121359                 | 1999 TG55  | 6 out 1999  | Kitt Peak           | Spacewatch             | —         | MPC                           |
| 121360                 | 1999 TP56  | 6 out 1999  | Kitt Peak           | Spacewatch             | —         | MPC                           |
| 121361                 | 1999 TJ60  | 7 out 1999  | Kitt Peak           | Spacewatch             | —         | MPC                           |
| 121362                 | 1999 TB61  | 7 out 1999  | Kitt Peak           | Spacewatch             | —         | MPC                           |
| 121363                 | 1999 TK61  | 7 out 1999  | Kitt Peak           | Spacewatch             | —         | MPC                           |
| 121364                 | 1999 TH62  | 7 out 1999  | Kitt Peak           | Spacewatch             | —         | MPC                           |
| 121365                 | 1999 TB65  | 8 out 1999  | Kitt Peak           | Spacewatch             | —         | MPC                           |
| 121366                 | 1999 TZ65  | 8 out 1999  | Kitt Peak           | Spacewatch             | —         | MPC                           |
| 121367                 | 1999 TK67  | 8 out 1999  | Kitt Peak           | Spacewatch             | —         | MPC                           |
| 121368                 | 1999 TP69  | 9 out 1999  | Kitt Peak           | Spacewatch             | —         | MPC                           |
| 121369                 | 1999 TJ70  | 9 out 1999  | Kitt Peak           | Spacewatch             | —         | MPC                           |
| 121370                 | 1999 TK72  | 9 out 1999  | Kitt Peak           | Spacewatch             | —         | MPC                           |
| 121371                 | 1999 TE77  | 10 out 1999 | Kitt Peak           | Spacewatch             | —         | MPC                           |
| 121372                 | 1999 TD79  | 11 out 1999 | Kitt Peak           | Spacewatch             | —         | MPC                           |
| 121373                 | 1999 TB80  | 11 out 1999 | Kitt Peak           | Spacewatch             | —         | MPC                           |
| 121374                 | 1999 TG80  | 11 out 1999 | Kitt Peak           | Spacewatch             | —         | MPC                           |
| 121375                 | 1999 TK80  | 11 out 1999 | Kitt Peak           | Spacewatch             | —         | MPC                           |
| 121376                 | 1999 TX83  | 13 out 1999 | Kitt Peak           | Spacewatch             | Mitidika  | MPC                           |
| 121377                 | 1999 TF85  | 14 out 1999 | Kitt Peak           | Spacewatch             | —         | MPC                           |
| 121378                 | 1999 TO87  | 15 out 1999 | Kitt Peak           | Spacewatch             | —         | MPC                           |
| 121379                 | 1999 TV87  | 15 out 1999 | Kitt Peak           | Spacewatch             | —         | MPC                           |
| 121380                 | 1999 TJ89  | 2 out 1999  | Socorro             | LINEAR                 | —         | MPC                           |
| 121381                 | 1999 TJ94  | 2 out 1999  | Socorro             | LINEAR                 | —         | MPC                           |
| 121382                 | 1999 TU97  | 2 out 1999  | Socorro             | LINEAR                 | —         | MPC                           |
| 121383                 | 1999 TJ100 | 2 out 1999  | Socorro             | LINEAR                 | Ursula    | MPC                           |
| 121384                 | 1999 TM104 | 3 out 1999  | Socorro             | LINEAR                 | —         | MPC                           |
| 121385                 | 1999 TC114 | 4 out 1999  | Socorro             | LINEAR                 | —         | MPC                           |
| 121386                 | 1999 TP114 | 4 out 1999  | Socorro             | LINEAR                 | —         | MPC                           |
| 121387                 | 1999 TE117 | 4 out 1999  | Socorro             | LINEAR                 | —         | MPC                           |
| 121388                 | 1999 TJ117 | 4 out 1999  | Socorro             | LINEAR                 | —         | MPC                           |
| 121389                 | 1999 TY117 | 4 out 1999  | Socorro             | LINEAR                 | —         | MPC                           |
| 121390                 | 1999 TA118 | 4 out 1999  | Socorro             | LINEAR                 | —         | MPC                           |
| 121391                 | 1999 TP118 | 4 out 1999  | Socorro             | LINEAR                 | —         | MPC                           |
| 121392                 | 1999 TU118 | 4 out 1999  | Socorro             | LINEAR                 | —         | MPC                           |
| 121393                 | 1999 TA120 | 4 out 1999  | Socorro             | LINEAR                 | —         | MPC                           |
| 121394                 | 1999 TM120 | 4 out 1999  | Socorro             | LINEAR                 | Phocaea   | MPC                           |
| 121395                 | 1999 TQ122 | 4 out 1999  | Socorro             | LINEAR                 | —         | MPC                           |
| 121396                 | 1999 TW123 | 4 out 1999  | Socorro             | LINEAR                 | —         | MPC                           |
| 121397                 | 1999 TR125 | 4 out 1999  | Socorro             | LINEAR                 | —         | MPC                           |
| 121398                 | 1999 TH129 | 6 out 1999  | Socorro             | LINEAR                 | —         | MPC                           |
| 121399                 | 1999 TO129 | 6 out 1999  | Socorro             | LINEAR                 | —         | MPC                           |
| 121400                 | 1999 TQ129 | 6 out 1999  | Socorro             | LINEAR                 | —         | MPC                           |

## 121401–121500
| Designação              | Designação | Descoberta  | Descoberta    | Descobridor(es) | Categoria | Mais informações / Referência |
| Permanente              | Provisória | Data        | Local         | Descobridor(es) | Categoria | Mais informações / Referência |
| ----------------------- | ---------- | ----------- | ------------- | --------------- | --------- | ----------------------------- |
| 121401                  | 1999 TX129 | 6 out 1999  | Socorro       | LINEAR          | —         | MPC                           |
| 121402                  | 1999 TK131 | 6 out 1999  | Socorro       | LINEAR          | —         | MPC                           |
| 121403                  | 1999 TL131 | 6 out 1999  | Socorro       | LINEAR          | —         | MPC                           |
| 121404                  | 1999 TW132 | 6 out 1999  | Socorro       | LINEAR          | —         | MPC                           |
| 121405                  | 1999 TZ134 | 6 out 1999  | Socorro       | LINEAR          | Brangane  | MPC                           |
| 121406                  | 1999 TR135 | 6 out 1999  | Socorro       | LINEAR          | —         | MPC                           |
| 121407                  | 1999 TB138 | 6 out 1999  | Socorro       | LINEAR          | —         | MPC                           |
| 121408                  | 1999 TD139 | 6 out 1999  | Socorro       | LINEAR          | —         | MPC                           |
| 121409                  | 1999 TB140 | 6 out 1999  | Socorro       | LINEAR          | —         | MPC                           |
| 121410                  | 1999 TH141 | 15 out 1999 | Socorro       | LINEAR          | —         | MPC                           |
| 121411                  | 1999 TR141 | 6 out 1999  | Socorro       | LINEAR          | —         | MPC                           |
| 121412                  | 1999 TW141 | 7 out 1999  | Socorro       | LINEAR          | —         | MPC                           |
| 121413                  | 1999 TW142 | 7 out 1999  | Socorro       | LINEAR          | —         | MPC                           |
| 121414                  | 1999 TA144 | 7 out 1999  | Socorro       | LINEAR          | —         | MPC                           |
| 121415                  | 1999 TR144 | 7 out 1999  | Socorro       | LINEAR          | Ursula    | MPC                           |
| 121416                  | 1999 TG146 | 7 out 1999  | Socorro       | LINEAR          | —         | MPC                           |
| 121417                  | 1999 TL146 | 7 out 1999  | Socorro       | LINEAR          | —         | MPC                           |
| 121418                  | 1999 TO147 | 7 out 1999  | Socorro       | LINEAR          | —         | MPC                           |
| 121419                  | 1999 TW147 | 7 out 1999  | Socorro       | LINEAR          | Ursula    | MPC                           |
| 121420                  | 1999 TD148 | 7 out 1999  | Socorro       | LINEAR          | Brangane  | MPC                           |
| 121421                  | 1999 TR148 | 7 out 1999  | Socorro       | LINEAR          | —         | MPC                           |
| 121422                  | 1999 TD149 | 7 out 1999  | Socorro       | LINEAR          | —         | MPC                           |
| 121423                  | 1999 TR149 | 7 out 1999  | Socorro       | LINEAR          | —         | MPC                           |
| 121424                  | 1999 TP151 | 7 out 1999  | Socorro       | LINEAR          | —         | MPC                           |
| 121425                  | 1999 TV152 | 7 out 1999  | Socorro       | LINEAR          | —         | MPC                           |
| 121426                  | 1999 TX153 | 7 out 1999  | Socorro       | LINEAR          | —         | MPC                           |
| 121427                  | 1999 TJ158 | 7 out 1999  | Socorro       | LINEAR          | —         | MPC                           |
| 121428                  | 1999 TY162 | 9 out 1999  | Socorro       | LINEAR          | —         | MPC                           |
| 121429                  | 1999 TL164 | 10 out 1999 | Socorro       | LINEAR          | —         | MPC                           |
| 121430                  | 1999 TZ165 | 10 out 1999 | Socorro       | LINEAR          | —         | MPC                           |
| 121431                  | 1999 TX168 | 10 out 1999 | Socorro       | LINEAR          | —         | MPC                           |
| 121432                  | 1999 TG171 | 10 out 1999 | Socorro       | LINEAR          | —         | MPC                           |
| 121433                  | 1999 TL175 | 10 out 1999 | Socorro       | LINEAR          | —         | MPC                           |
| 121434                  | 1999 TS178 | 10 out 1999 | Socorro       | LINEAR          | —         | MPC                           |
| 121435                  | 1999 TD180 | 10 out 1999 | Socorro       | LINEAR          | —         | MPC                           |
| 121436                  | 1999 TZ182 | 11 out 1999 | Socorro       | LINEAR          | —         | MPC                           |
| 121437                  | 1999 TT183 | 12 out 1999 | Socorro       | LINEAR          | —         | MPC                           |
| 121438                  | 1999 TA184 | 12 out 1999 | Socorro       | LINEAR          | —         | MPC                           |
| 121439                  | 1999 TK184 | 12 out 1999 | Socorro       | LINEAR          | —         | MPC                           |
| 121440                  | 1999 TY184 | 12 out 1999 | Socorro       | LINEAR          | —         | MPC                           |
| 121441                  | 1999 TA185 | 12 out 1999 | Socorro       | LINEAR          | —         | MPC                           |
| 121442                  | 1999 TE186 | 12 out 1999 | Socorro       | LINEAR          | Juno      | MPC                           |
| 121443                  | 1999 TP186 | 12 out 1999 | Socorro       | LINEAR          | Brangane  | MPC                           |
| 121444                  | 1999 TN188 | 12 out 1999 | Socorro       | LINEAR          | —         | MPC                           |
| 121445                  | 1999 TH189 | 12 out 1999 | Socorro       | LINEAR          | Brangane  | MPC                           |
| 121446                  | 1999 TR189 | 12 out 1999 | Socorro       | LINEAR          | —         | MPC                           |
| 121447                  | 1999 TO191 | 12 out 1999 | Socorro       | LINEAR          | —         | MPC                           |
| 121448                  | 1999 TR191 | 12 out 1999 | Socorro       | LINEAR          | —         | MPC                           |
| 121449                  | 1999 TU193 | 12 out 1999 | Socorro       | LINEAR          | Brangane  | MPC                           |
| 121450                  | 1999 TO194 | 12 out 1999 | Socorro       | LINEAR          | —         | MPC                           |
| 121451                  | 1999 TP197 | 12 out 1999 | Socorro       | LINEAR          | —         | MPC                           |
| 121452                  | 1999 TW198 | 12 out 1999 | Socorro       | LINEAR          | —         | MPC                           |
| 121453                  | 1999 TE199 | 12 out 1999 | Socorro       | LINEAR          | Brangane  | MPC                           |
| 121454                  | 1999 TA202 | 13 out 1999 | Socorro       | LINEAR          | —         | MPC                           |
| 121455                  | 1999 TM205 | 13 out 1999 | Socorro       | LINEAR          | —         | MPC                           |
| 121456                  | 1999 TQ206 | 14 out 1999 | Socorro       | LINEAR          | —         | MPC                           |
| 121457                  | 1999 TU206 | 14 out 1999 | Socorro       | LINEAR          | Juno      | MPC                           |
| 121458                  | 1999 TX206 | 14 out 1999 | Socorro       | LINEAR          | —         | MPC                           |
| 121459                  | 1999 TQ207 | 14 out 1999 | Socorro       | LINEAR          | —         | MPC                           |
| 121460                  | 1999 TW207 | 14 out 1999 | Socorro       | LINEAR          | —         | MPC                           |
| 121461                  | 1999 TX208 | 14 out 1999 | Socorro       | LINEAR          | Juno      | MPC                           |
| 121462                  | 1999 TB209 | 14 out 1999 | Socorro       | LINEAR          | —         | MPC                           |
| 121463                  | 1999 TE209 | 14 out 1999 | Socorro       | LINEAR          | —         | MPC                           |
| 121464                  | 1999 TO209 | 14 out 1999 | Socorro       | LINEAR          | —         | MPC                           |
| 121465                  | 1999 TJ214 | 15 out 1999 | Socorro       | LINEAR          | —         | MPC                           |
| 121466                  | 1999 TQ214 | 15 out 1999 | Socorro       | LINEAR          | —         | MPC                           |
| 121467                  | 1999 TT217 | 15 out 1999 | Socorro       | LINEAR          | —         | MPC                           |
| 121468 Msovinskihaskell | 1999 TD219 | 1 out 1999  | Catalina      | CSS             | —         | MPC                           |
| 121469 Sarahaugh        | 1999 TW221 | 1 out 1999  | Catalina      | CSS             | —         | MPC                           |
| 121470                  | 1999 TJ223 | 2 out 1999  | Anderson Mesa | LONEOS          | —         | MPC                           |
| 121471                  | 1999 TO225 | 2 out 1999  | Kitt Peak     | Spacewatch      | —         | MPC                           |
| 121472                  | 1999 TS225 | 2 out 1999  | Kitt Peak     | Spacewatch      | —         | MPC                           |
| 121473                  | 1999 TC226 | 2 out 1999  | Kitt Peak     | Spacewatch      | —         | MPC                           |
| 121474                  | 1999 TE228 | 1 out 1999  | Kitt Peak     | Spacewatch      | —         | MPC                           |
| 121475                  | 1999 TK228 | 12 out 1999 | Socorro       | LINEAR          | —         | MPC                           |
| 121476                  | 1999 TE232 | 5 out 1999  | Catalina      | CSS             | Ursula    | MPC                           |
| 121477                  | 1999 TX232 | 7 out 1999  | Socorro       | LINEAR          | —         | MPC                           |
| 121478                  | 1999 TG233 | 3 out 1999  | Socorro       | LINEAR          | —         | MPC                           |
| 121479 Hendershot       | 1999 TM236 | 3 out 1999  | Catalina      | CSS             | Ursula    | MPC                           |
| 121480 Dolanhighsmith   | 1999 TH240 | 4 out 1999  | Catalina      | CSS             | —         | MPC                           |
| 121481 Reganhoward      | 1999 TY240 | 4 out 1999  | Catalina      | CSS             | —         | MPC                           |
| 121482                  | 1999 TC241 | 4 out 1999  | Catalina      | CSS             | —         | MPC                           |
| 121483 Griffinjayne     | 1999 TO242 | 4 out 1999  | Catalina      | CSS             | —         | MPC                           |
| 121484                  | 1999 TP243 | 6 out 1999  | Kitt Peak     | Spacewatch      | —         | MPC                           |
| 121485                  | 1999 TF244 | 7 out 1999  | Catalina      | CSS             | Ursula    | MPC                           |
| 121486 Sarahkirby       | 1999 TX245 | 7 out 1999  | Catalina      | CSS             | Juno      | MPC                           |
| 121487                  | 1999 TY253 | 11 out 1999 | Anderson Mesa | LONEOS          | —         | MPC                           |
| 121488                  | 1999 TH254 | 8 out 1999  | Catalina      | CSS             | —         | MPC                           |
| 121489                  | 1999 TP255 | 9 out 1999  | Kitt Peak     | Spacewatch      | —         | MPC                           |
| 121490                  | 1999 TQ255 | 9 out 1999  | Kitt Peak     | Spacewatch      | —         | MPC                           |
| 121491                  | 1999 TV256 | 9 out 1999  | Socorro       | LINEAR          | —         | MPC                           |
| 121492                  | 1999 TN262 | 15 out 1999 | Anderson Mesa | LONEOS          | —         | MPC                           |
| 121493                  | 1999 TO263 | 15 out 1999 | Kitt Peak     | Spacewatch      | —         | MPC                           |
| 121494                  | 1999 TE267 | 3 out 1999  | Socorro       | LINEAR          | —         | MPC                           |
| 121495                  | 1999 TQ267 | 3 out 1999  | Socorro       | LINEAR          | Eos       | MPC                           |
| 121496                  | 1999 TB269 | 3 out 1999  | Socorro       | LINEAR          | —         | MPC                           |
| 121497                  | 1999 TN270 | 3 out 1999  | Socorro       | LINEAR          | —         | MPC                           |
| 121498                  | 1999 TB272 | 3 out 1999  | Socorro       | LINEAR          | —         | MPC                           |
| 121499                  | 1999 TD272 | 3 out 1999  | Socorro       | LINEAR          | —         | MPC                           |
| 121500                  | 1999 TF273 | 5 out 1999  | Socorro       | LINEAR          | —         | MPC                           |

## 121501–121600
| Designação            | Designação | Descoberta  | Descoberta    | Descobridor(es)              | Categoria | Mais informações / Referência |
| Permanente            | Provisória | Data        | Local         | Descobridor(es)              | Categoria | Mais informações / Referência |
| --------------------- | ---------- | ----------- | ------------- | ---------------------------- | --------- | ----------------------------- |
| 121501                | 1999 TH273 | 5 out 1999  | Socorro       | LINEAR                       | Juno      | MPC                           |
| 121502                | 1999 TR273 | 5 out 1999  | Socorro       | LINEAR                       | —         | MPC                           |
| 121503                | 1999 TZ289 | 10 out 1999 | Socorro       | LINEAR                       | —         | MPC                           |
| 121504                | 1999 TU292 | 12 out 1999 | Socorro       | LINEAR                       | Brangane  | MPC                           |
| 121505 Andrewliounis  | 1999 TC296 | 1 out 1999  | Catalina      | CSS                          | —         | MPC                           |
| 121506 Chrislorentson | 1999 TA300 | 3 out 1999  | Catalina      | CSS                          | —         | MPC                           |
| 121507                | 1999 TU304 | 4 out 1999  | Kitt Peak     | Spacewatch                   | —         | MPC                           |
| 121508                | 1999 TY307 | 4 out 1999  | Kitt Peak     | Spacewatch                   | —         | MPC                           |
| 121509                | 1999 TW308 | 6 out 1999  | Kitt Peak     | Spacewatch                   | —         | MPC                           |
| 121510                | 1999 TS309 | 3 out 1999  | Kitt Peak     | Spacewatch                   | —         | MPC                           |
| 121511                | 1999 TD319 | 9 out 1999  | Socorro       | LINEAR                       | —         | MPC                           |
| 121512                | 1999 TR322 | 5 out 1999  | Socorro       | LINEAR                       | Juno      | MPC                           |
| 121513                | 1999 UJ6   | 28 out 1999 | Xinglong      | SCAP                         | —         | MPC                           |
| 121514                | 1999 UJ7   | 30 out 1999 | Socorro       | LINEAR                       | —         | MPC                           |
| 121515                | 1999 US10  | 31 out 1999 | Socorro       | LINEAR                       | Juno      | MPC                           |
| 121516                | 1999 UG11  | 31 out 1999 | Socorro       | LINEAR                       | —         | MPC                           |
| 121517                | 1999 UO11  | 31 out 1999 | Gnosca        | S. Sposetti                  | —         | MPC                           |
| 121518                | 1999 UA12  | 29 out 1999 | Kitt Peak     | Spacewatch                   | —         | MPC                           |
| 121519                | 1999 UV17  | 30 out 1999 | Kitt Peak     | Spacewatch                   | Themis    | MPC                           |
| 121520                | 1999 UE27  | 30 out 1999 | Kitt Peak     | Spacewatch                   | —         | MPC                           |
| 121521                | 1999 UT27  | 30 out 1999 | Kitt Peak     | Spacewatch                   | —         | MPC                           |
| 121522                | 1999 UU27  | 30 out 1999 | Kitt Peak     | Spacewatch                   | —         | MPC                           |
| 121523                | 1999 UP28  | 31 out 1999 | Kitt Peak     | Spacewatch                   | —         | MPC                           |
| 121524                | 1999 UA29  | 31 out 1999 | Kitt Peak     | Spacewatch                   | —         | MPC                           |
| 121525                | 1999 UE29  | 31 out 1999 | Kitt Peak     | Spacewatch                   | —         | MPC                           |
| 121526                | 1999 UN30  | 31 out 1999 | Kitt Peak     | Spacewatch                   | —         | MPC                           |
| 121527                | 1999 UV30  | 31 out 1999 | Kitt Peak     | Spacewatch                   | —         | MPC                           |
| 121528                | 1999 UX32  | 31 out 1999 | Kitt Peak     | Spacewatch                   | —         | MPC                           |
| 121529                | 1999 UY33  | 31 out 1999 | Kitt Peak     | Spacewatch                   | —         | MPC                           |
| 121530                | 1999 UG36  | 16 out 1999 | Kitt Peak     | Spacewatch                   | —         | MPC                           |
| 121531                | 1999 UV36  | 16 out 1999 | Kitt Peak     | Spacewatch                   | —         | MPC                           |
| 121532                | 1999 UD40  | 16 out 1999 | Socorro       | LINEAR                       | —         | MPC                           |
| 121533                | 1999 UW40  | 16 out 1999 | Socorro       | LINEAR                       | Eos       | MPC                           |
| 121534                | 1999 UJ41  | 18 out 1999 | Kitt Peak     | Spacewatch                   | —         | MPC                           |
| 121535                | 1999 UQ41  | 18 out 1999 | Kitt Peak     | Spacewatch                   | —         | MPC                           |
| 121536                | 1999 UY46  | 30 out 1999 | Anderson Mesa | LONEOS                       | —         | MPC                           |
| 121537 Lorenzdavid    | 1999 UG48  | 30 out 1999 | Catalina      | CSS                          | —         | MPC                           |
| 121538                | 1999 UA49  | 31 out 1999 | Catalina      | CSS                          | —         | MPC                           |
| 121539                | 1999 UD50  | 30 out 1999 | Catalina      | CSS                          | —         | MPC                           |
| 121540 Jamesmarsh     | 1999 UU51  | 31 out 1999 | Catalina      | CSS                          | —         | MPC                           |
| 121541                | 1999 UZ51  | 31 out 1999 | Gnosca        | S. Sposetti                  | —         | MPC                           |
| 121542 Alindamashiku  | 1999 UW56  | 29 out 1999 | Catalina      | CSS                          | Brangane  | MPC                           |
| 121543                | 1999 VG1   | 3 nov 1999  | Baton Rouge   | W. R. Cooney Jr., P. M. Motl | —         | MPC                           |
| 121544                | 1999 VJ1   | 3 nov 1999  | Baton Rouge   | W. R. Cooney Jr., P. M. Motl | —         | MPC                           |
| 121545                | 1999 VA3   | 1 nov 1999  | Kitt Peak     | Spacewatch                   | —         | MPC                           |
| 121546                | 1999 VU11  | 5 nov 1999  | San Marcello  | L. Tesi, A. Boattini         | —         | MPC                           |
| 121547 Fenghuotongxin | 1999 VS20  | 11 nov 1999 | Xinglong      | SCAP                         | Juno      | MPC                           |
| 121548                | 1999 VH31  | 3 nov 1999  | Socorro       | LINEAR                       | —         | MPC                           |
| 121549                | 1999 VC32  | 3 nov 1999  | Socorro       | LINEAR                       | —         | MPC                           |
| 121550                | 1999 VQ32  | 3 nov 1999  | Socorro       | LINEAR                       | —         | MPC                           |
| 121551                | 1999 VT33  | 3 nov 1999  | Socorro       | LINEAR                       | —         | MPC                           |
| 121552                | 1999 VU36  | 3 nov 1999  | Socorro       | LINEAR                       | Brangane  | MPC                           |
| 121553                | 1999 VL39  | 10 nov 1999 | Socorro       | LINEAR                       | —         | MPC                           |
| 121554                | 1999 VN39  | 10 nov 1999 | Socorro       | LINEAR                       | —         | MPC                           |
| 121555                | 1999 VF41  | 1 nov 1999  | Kitt Peak     | Spacewatch                   | —         | MPC                           |
| 121556                | 1999 VX41  | 4 nov 1999  | Kitt Peak     | Spacewatch                   | —         | MPC                           |
| 121557 Paulmason      | 1999 VF44  | 3 nov 1999  | Catalina      | CSS                          | —         | MPC                           |
| 121558                | 1999 VR47  | 3 nov 1999  | Socorro       | LINEAR                       | —         | MPC                           |
| 121559                | 1999 VL48  | 3 nov 1999  | Socorro       | LINEAR                       | —         | MPC                           |
| 121560                | 1999 VZ48  | 3 nov 1999  | Socorro       | LINEAR                       | Ursula    | MPC                           |
| 121561                | 1999 VN51  | 3 nov 1999  | Socorro       | LINEAR                       | —         | MPC                           |
| 121562                | 1999 VQ51  | 3 nov 1999  | Socorro       | LINEAR                       | —         | MPC                           |
| 121563                | 1999 VV51  | 3 nov 1999  | Socorro       | LINEAR                       | —         | MPC                           |
| 121564                | 1999 VS55  | 4 nov 1999  | Socorro       | LINEAR                       | —         | MPC                           |
| 121565                | 1999 VV55  | 4 nov 1999  | Socorro       | LINEAR                       | —         | MPC                           |
| 121566                | 1999 VH59  | 4 nov 1999  | Socorro       | LINEAR                       | —         | MPC                           |
| 121567                | 1999 VG60  | 4 nov 1999  | Socorro       | LINEAR                       | —         | MPC                           |
| 121568                | 1999 VN62  | 4 nov 1999  | Socorro       | LINEAR                       | —         | MPC                           |
| 121569                | 1999 VT69  | 4 nov 1999  | Socorro       | LINEAR                       | —         | MPC                           |
| 121570                | 1999 VU74  | 5 nov 1999  | Kitt Peak     | Spacewatch                   | —         | MPC                           |
| 121571                | 1999 VC76  | 5 nov 1999  | Kitt Peak     | Spacewatch                   | —         | MPC                           |
| 121572                | 1999 VB87  | 7 nov 1999  | Socorro       | LINEAR                       | —         | MPC                           |
| 121573                | 1999 VZ87  | 8 nov 1999  | Socorro       | LINEAR                       | Juno      | MPC                           |
| 121574                | 1999 VS90  | 5 nov 1999  | Socorro       | LINEAR                       | —         | MPC                           |
| 121575                | 1999 VV90  | 5 nov 1999  | Socorro       | LINEAR                       | —         | MPC                           |
| 121576                | 1999 VL97  | 9 nov 1999  | Socorro       | LINEAR                       | —         | MPC                           |
| 121577                | 1999 VO97  | 9 nov 1999  | Socorro       | LINEAR                       | —         | MPC                           |
| 121578                | 1999 VG98  | 9 nov 1999  | Socorro       | LINEAR                       | —         | MPC                           |
| 121579                | 1999 VO98  | 9 nov 1999  | Socorro       | LINEAR                       | —         | MPC                           |
| 121580                | 1999 VR99  | 9 nov 1999  | Socorro       | LINEAR                       | —         | MPC                           |
| 121581                | 1999 VK101 | 9 nov 1999  | Socorro       | LINEAR                       | —         | MPC                           |
| 121582                | 1999 VT101 | 9 nov 1999  | Socorro       | LINEAR                       | —         | MPC                           |
| 121583                | 1999 VO102 | 9 nov 1999  | Socorro       | LINEAR                       | —         | MPC                           |
| 121584                | 1999 VW102 | 9 nov 1999  | Socorro       | LINEAR                       | —         | MPC                           |
| 121585                | 1999 VE103 | 9 nov 1999  | Socorro       | LINEAR                       | —         | MPC                           |
| 121586                | 1999 VS104 | 9 nov 1999  | Socorro       | LINEAR                       | —         | MPC                           |
| 121587                | 1999 VJ105 | 9 nov 1999  | Socorro       | LINEAR                       | —         | MPC                           |
| 121588                | 1999 VL105 | 9 nov 1999  | Socorro       | LINEAR                       | —         | MPC                           |
| 121589                | 1999 VJ110 | 9 nov 1999  | Socorro       | LINEAR                       | —         | MPC                           |
| 121590                | 1999 VM110 | 9 nov 1999  | Socorro       | LINEAR                       | —         | MPC                           |
| 121591                | 1999 VN111 | 9 nov 1999  | Socorro       | LINEAR                       | —         | MPC                           |
| 121592                | 1999 VJ113 | 9 nov 1999  | Socorro       | LINEAR                       | —         | MPC                           |
| 121593 Kevinmiller    | 1999 VY114 | 9 nov 1999  | Catalina      | CSS                          | —         | MPC                           |
| 121594 Zubritsky      | 1999 VD115 | 9 nov 1999  | Catalina      | CSS                          | —         | MPC                           |
| 121595                | 1999 VT125 | 6 nov 1999  | Kitt Peak     | Spacewatch                   | —         | MPC                           |
| 121596                | 1999 VX128 | 9 nov 1999  | Kitt Peak     | Spacewatch                   | —         | MPC                           |
| 121597                | 1999 VC130 | 11 nov 1999 | Kitt Peak     | Spacewatch                   | —         | MPC                           |
| 121598                | 1999 VO130 | 9 nov 1999  | Kitt Peak     | Spacewatch                   | Ursula    | MPC                           |
| 121599                | 1999 VF135 | 13 nov 1999 | Kitt Peak     | Spacewatch                   | —         | MPC                           |
| 121600                | 1999 VZ135 | 9 nov 1999  | Socorro       | LINEAR                       | —         | MPC                           |

## 121601–121700
| Designação            | Designação | Descoberta  | Descoberta          | Descobridor(es) | Categoria | Mais informações / Referência |
| Permanente            | Provisória | Data        | Local               | Descobridor(es) | Categoria | Mais informações / Referência |
| --------------------- | ---------- | ----------- | ------------------- | --------------- | --------- | ----------------------------- |
| 121601                | 1999 VP136 | 9 nov 1999  | Socorro             | LINEAR          | —         | MPC                           |
| 121602                | 1999 VU136 | 12 nov 1999 | Socorro             | LINEAR          | Ursula    | MPC                           |
| 121603                | 1999 VV136 | 12 nov 1999 | Socorro             | LINEAR          | —         | MPC                           |
| 121604                | 1999 VF137 | 12 nov 1999 | Socorro             | LINEAR          | —         | MPC                           |
| 121605                | 1999 VF138 | 9 nov 1999  | Kitt Peak           | Spacewatch      | —         | MPC                           |
| 121606                | 1999 VG140 | 10 nov 1999 | Kitt Peak           | Spacewatch      | —         | MPC                           |
| 121607                | 1999 VG142 | 10 nov 1999 | Kitt Peak           | Spacewatch      | —         | MPC                           |
| 121608 Mikemoreau     | 1999 VL144 | 11 nov 1999 | Catalina            | CSS             | —         | MPC                           |
| 121609 Josephnicholas | 1999 VV144 | 13 nov 1999 | Catalina            | CSS             | —         | MPC                           |
| 121610                | 1999 VW147 | 14 nov 1999 | Socorro             | LINEAR          | Brangane  | MPC                           |
| 121611                | 1999 VD149 | 14 nov 1999 | Socorro             | LINEAR          | —         | MPC                           |
| 121612                | 1999 VD150 | 14 nov 1999 | Socorro             | LINEAR          | —         | MPC                           |
| 121613                | 1999 VC151 | 14 nov 1999 | Socorro             | LINEAR          | —         | MPC                           |
| 121614                | 1999 VA153 | 11 nov 1999 | Kitt Peak           | Spacewatch      | —         | MPC                           |
| 121615 Marknoteware   | 1999 VC154 | 13 nov 1999 | Catalina            | CSS             | —         | MPC                           |
| 121616                | 1999 VA155 | 13 nov 1999 | Kitt Peak           | Spacewatch      | —         | MPC                           |
| 121617                | 1999 VX157 | 14 nov 1999 | Socorro             | LINEAR          | —         | MPC                           |
| 121618                | 1999 VL158 | 14 nov 1999 | Socorro             | LINEAR          | —         | MPC                           |
| 121619                | 1999 VV163 | 14 nov 1999 | Socorro             | LINEAR          | Ursula    | MPC                           |
| 121620                | 1999 VB166 | 14 nov 1999 | Socorro             | LINEAR          | —         | MPC                           |
| 121621                | 1999 VP167 | 14 nov 1999 | Socorro             | LINEAR          | —         | MPC                           |
| 121622                | 1999 VT167 | 14 nov 1999 | Socorro             | LINEAR          | —         | MPC                           |
| 121623                | 1999 VH169 | 14 nov 1999 | Socorro             | LINEAR          | —         | MPC                           |
| 121624                | 1999 VN173 | 15 nov 1999 | Socorro             | LINEAR          | —         | MPC                           |
| 121625                | 1999 VW177 | 6 nov 1999  | Socorro             | LINEAR          | —         | MPC                           |
| 121626                | 1999 VR178 | 6 nov 1999  | Socorro             | LINEAR          | —         | MPC                           |
| 121627                | 1999 VO182 | 9 nov 1999  | Socorro             | LINEAR          | —         | MPC                           |
| 121628                | 1999 VP183 | 12 nov 1999 | Socorro             | LINEAR          | —         | MPC                           |
| 121629                | 1999 VZ183 | 15 nov 1999 | Socorro             | LINEAR          | —         | MPC                           |
| 121630                | 1999 VD187 | 15 nov 1999 | Socorro             | LINEAR          | —         | MPC                           |
| 121631 Josephnuth     | 1999 VO196 | 1 nov 1999  | Catalina            | CSS             | —         | MPC                           |
| 121632                | 1999 VS196 | 1 nov 1999  | Catalina            | CSS             | —         | MPC                           |
| 121633 Ronperison     | 1999 VO197 | 3 nov 1999  | Catalina            | CSS             | —         | MPC                           |
| 121634                | 1999 VX199 | 4 nov 1999  | Anderson Mesa       | LONEOS          | —         | MPC                           |
| 121635                | 1999 VQ200 | 3 nov 1999  | Socorro             | LINEAR          | —         | MPC                           |
| 121636                | 1999 VT208 | 12 nov 1999 | Socorro             | LINEAR          | —         | MPC                           |
| 121637 Druscillaperry | 1999 VR210 | 13 nov 1999 | Catalina            | CSS             | Ursula    | MPC                           |
| 121638                | 1999 VK216 | 3 nov 1999  | Socorro             | LINEAR          | —         | MPC                           |
| 121639                | 1999 VT217 | 5 nov 1999  | Socorro             | LINEAR          | —         | MPC                           |
| 121640                | 1999 VK221 | 4 nov 1999  | Socorro             | LINEAR          | —         | MPC                           |
| 121641                | 1999 VF225 | 5 nov 1999  | Socorro             | LINEAR          | —         | MPC                           |
| 121642                | 1999 VJ227 | 1 nov 1999  | Socorro             | LINEAR          | —         | MPC                           |
| 121643                | 1999 WN1   | 28 nov 1999 | Kleť                | Kleť Obs.       | —         | MPC                           |
| 121644                | 1999 WN6   | 28 nov 1999 | Višnjan Observatory | K. Korlević     | —         | MPC                           |
| 121645                | 1999 WQ7   | 28 nov 1999 | Višnjan Observatory | K. Korlević     | —         | MPC                           |
| 121646                | 1999 WZ7   | 27 nov 1999 | Monte Agliale       | M. Ziboli       | —         | MPC                           |
| 121647                | 1999 WF10  | 28 nov 1999 | Kitt Peak           | Spacewatch      | —         | MPC                           |
| 121648                | 1999 WF11  | 30 nov 1999 | Kitt Peak           | Spacewatch      | —         | MPC                           |
| 121649                | 1999 WK17  | 30 nov 1999 | Kitt Peak           | Spacewatch      | —         | MPC                           |
| 121650                | 1999 WR18  | 30 nov 1999 | Kitt Peak           | Spacewatch      | —         | MPC                           |
| 121651                | 1999 WY18  | 30 nov 1999 | Kitt Peak           | Spacewatch      | —         | MPC                           |
| 121652                | 1999 WE19  | 30 nov 1999 | Kitt Peak           | Spacewatch      | Themis    | MPC                           |
| 121653                | 1999 XV    | 2 dez 1999  | Socorro             | LINEAR          | Juno      | MPC                           |
| 121654 Michaelpryzby  | 1999 XY2   | 4 dez 1999  | Catalina            | CSS             | Ursula    | MPC                           |
| 121655 Nitapszcolka   | 1999 XY4   | 4 dez 1999  | Catalina            | CSS             | —         | MPC                           |
| 121656 Jamesrogers    | 1999 XM5   | 4 dez 1999  | Catalina            | CSS             | Eunomia   | MPC                           |
| 121657                | 1999 XL6   | 4 dez 1999  | Catalina            | CSS             | —         | MPC                           |
| 121658                | 1999 XU8   | 5 dez 1999  | Socorro             | LINEAR          | Juno      | MPC                           |
| 121659 Blairrussell   | 1999 XX10  | 5 dez 1999  | Catalina            | CSS             | —         | MPC                           |
| 121660                | 1999 XW19  | 5 dez 1999  | Socorro             | LINEAR          | Juno      | MPC                           |
| 121661                | 1999 XQ21  | 5 dez 1999  | Socorro             | LINEAR          | —         | MPC                           |
| 121662                | 1999 XP26  | 6 dez 1999  | Socorro             | LINEAR          | —         | MPC                           |
| 121663                | 1999 XC31  | 6 dez 1999  | Socorro             | LINEAR          | —         | MPC                           |
| 121664                | 1999 XG38  | 3 dez 1999  | Uenohara            | N. Kawasato     | —         | MPC                           |
| 121665                | 1999 XR38  | 8 dez 1999  | Socorro             | LINEAR          | —         | MPC                           |
| 121666                | 1999 XM40  | 7 dez 1999  | Socorro             | LINEAR          | Ursula    | MPC                           |
| 121667                | 1999 XQ40  | 7 dez 1999  | Socorro             | LINEAR          | —         | MPC                           |
| 121668                | 1999 XN45  | 7 dez 1999  | Socorro             | LINEAR          | —         | MPC                           |
| 121669                | 1999 XD46  | 7 dez 1999  | Socorro             | LINEAR          | —         | MPC                           |
| 121670                | 1999 XU46  | 7 dez 1999  | Socorro             | LINEAR          | —         | MPC                           |
| 121671                | 1999 XG47  | 7 dez 1999  | Socorro             | LINEAR          | —         | MPC                           |
| 121672                | 1999 XM47  | 7 dez 1999  | Socorro             | LINEAR          | —         | MPC                           |
| 121673                | 1999 XF51  | 7 dez 1999  | Socorro             | LINEAR          | —         | MPC                           |
| 121674                | 1999 XQ52  | 7 dez 1999  | Socorro             | LINEAR          | —         | MPC                           |
| 121675                | 1999 XS52  | 7 dez 1999  | Socorro             | LINEAR          | —         | MPC                           |
| 121676                | 1999 XM54  | 7 dez 1999  | Socorro             | LINEAR          | Brangane  | MPC                           |
| 121677                | 1999 XN55  | 7 dez 1999  | Socorro             | LINEAR          | —         | MPC                           |
| 121678                | 1999 XJ56  | 7 dez 1999  | Socorro             | LINEAR          | —         | MPC                           |
| 121679                | 1999 XY56  | 7 dez 1999  | Socorro             | LINEAR          | —         | MPC                           |
| 121680                | 1999 XJ57  | 7 dez 1999  | Socorro             | LINEAR          | —         | MPC                           |
| 121681                | 1999 XO58  | 7 dez 1999  | Socorro             | LINEAR          | —         | MPC                           |
| 121682                | 1999 XH59  | 7 dez 1999  | Socorro             | LINEAR          | —         | MPC                           |
| 121683                | 1999 XF60  | 7 dez 1999  | Socorro             | LINEAR          | —         | MPC                           |
| 121684                | 1999 XH60  | 7 dez 1999  | Socorro             | LINEAR          | —         | MPC                           |
| 121685                | 1999 XL60  | 7 dez 1999  | Socorro             | LINEAR          | Ursula    | MPC                           |
| 121686                | 1999 XM61  | 7 dez 1999  | Socorro             | LINEAR          | —         | MPC                           |
| 121687                | 1999 XT62  | 7 dez 1999  | Socorro             | LINEAR          | —         | MPC                           |
| 121688                | 1999 XA63  | 7 dez 1999  | Socorro             | LINEAR          | —         | MPC                           |
| 121689                | 1999 XB64  | 7 dez 1999  | Socorro             | LINEAR          | —         | MPC                           |
| 121690                | 1999 XP64  | 7 dez 1999  | Socorro             | LINEAR          | —         | MPC                           |
| 121691                | 1999 XY64  | 7 dez 1999  | Socorro             | LINEAR          | —         | MPC                           |
| 121692                | 1999 XD65  | 7 dez 1999  | Socorro             | LINEAR          | —         | MPC                           |
| 121693                | 1999 XF66  | 7 dez 1999  | Socorro             | LINEAR          | —         | MPC                           |
| 121694                | 1999 XF67  | 7 dez 1999  | Socorro             | LINEAR          | —         | MPC                           |
| 121695                | 1999 XP68  | 7 dez 1999  | Socorro             | LINEAR          | —         | MPC                           |
| 121696                | 1999 XD69  | 7 dez 1999  | Socorro             | LINEAR          | Ursula    | MPC                           |
| 121697                | 1999 XD73  | 7 dez 1999  | Socorro             | LINEAR          | —         | MPC                           |
| 121698                | 1999 XM73  | 7 dez 1999  | Socorro             | LINEAR          | Brangane  | MPC                           |
| 121699                | 1999 XS76  | 7 dez 1999  | Socorro             | LINEAR          | —         | MPC                           |
| 121700                | 1999 XX77  | 7 dez 1999  | Socorro             | LINEAR          | Brangane  | MPC                           |

## 121701–121800
| Designação             | Designação | Descoberta  | Descoberta    | Descobridor(es)       | Categoria | Mais informações / Referência |
| Permanente             | Provisória | Data        | Local         | Descobridor(es)       | Categoria | Mais informações / Referência |
| ---------------------- | ---------- | ----------- | ------------- | --------------------- | --------- | ----------------------------- |
| 121701                 | 1999 XR78  | 7 dez 1999  | Socorro       | LINEAR                | Ursula    | MPC                           |
| 121702                 | 1999 XU80  | 7 dez 1999  | Socorro       | LINEAR                | —         | MPC                           |
| 121703                 | 1999 XZ83  | 7 dez 1999  | Socorro       | LINEAR                | —         | MPC                           |
| 121704                 | 1999 XW88  | 7 dez 1999  | Socorro       | LINEAR                | Ursula    | MPC                           |
| 121705                 | 1999 XY90  | 7 dez 1999  | Socorro       | LINEAR                | —         | MPC                           |
| 121706                 | 1999 XE95  | 9 dez 1999  | Prescott      | P. G. Comba           | —         | MPC                           |
| 121707                 | 1999 XY99  | 7 dez 1999  | Socorro       | LINEAR                | —         | MPC                           |
| 121708                 | 1999 XT100 | 7 dez 1999  | Socorro       | LINEAR                | —         | MPC                           |
| 121709                 | 1999 XJ106 | 11 dez 1999 | Prescott      | P. G. Comba           | Brangane  | MPC                           |
| 121710                 | 1999 XB112 | 7 dez 1999  | Socorro       | LINEAR                | —         | MPC                           |
| 121711                 | 1999 XW112 | 11 dez 1999 | Socorro       | LINEAR                | —         | MPC                           |
| 121712                 | 1999 XS113 | 11 dez 1999 | Socorro       | LINEAR                | —         | MPC                           |
| 121713                 | 1999 XT113 | 11 dez 1999 | Socorro       | LINEAR                | —         | MPC                           |
| 121714                 | 1999 XZ115 | 5 dez 1999  | Catalina      | CSS                   | —         | MPC                           |
| 121715 Katiesalamy     | 1999 XC120 | 5 dez 1999  | Catalina      | CSS                   | Ursula    | MPC                           |
| 121716 Victorsank      | 1999 XL122 | 7 dez 1999  | Catalina      | CSS                   | —         | MPC                           |
| 121717 Josephschepis   | 1999 XA123 | 7 dez 1999  | Catalina      | CSS                   | —         | MPC                           |
| 121718 Ashleyscroggins | 1999 XE125 | 7 dez 1999  | Catalina      | CSS                   | —         | MPC                           |
| 121719 Georgeshaw      | 1999 XW126 | 7 dez 1999  | Catalina      | CSS                   | —         | MPC                           |
| 121720                 | 1999 XF131 | 12 dez 1999 | Socorro       | LINEAR                | Brangane  | MPC                           |
| 121721                 | 1999 XY131 | 12 dez 1999 | Socorro       | LINEAR                | —         | MPC                           |
| 121722                 | 1999 XZ137 | 2 dez 1999  | Kitt Peak     | Spacewatch            | —         | MPC                           |
| 121723                 | 1999 XL139 | 2 dez 1999  | Kitt Peak     | Spacewatch            | Ursula    | MPC                           |
| 121724                 | 1999 XG141 | 3 dez 1999  | Kitt Peak     | Spacewatch            | —         | MPC                           |
| 121725 Aphidas         | 1999 XX143 | 13 dez 1999 | Mount Hopkins | C. W. Hergenrother    | —         | MPC                           |
| 121726                 | 1999 XU148 | 7 dez 1999  | Kitt Peak     | Spacewatch            | —         | MPC                           |
| 121727                 | 1999 XQ155 | 8 dez 1999  | Socorro       | LINEAR                | —         | MPC                           |
| 121728                 | 1999 XV160 | 8 dez 1999  | Socorro       | LINEAR                | —         | MPC                           |
| 121729                 | 1999 XV165 | 8 dez 1999  | Socorro       | LINEAR                | —         | MPC                           |
| 121730                 | 1999 XM170 | 10 dez 1999 | Socorro       | LINEAR                | —         | MPC                           |
| 121731                 | 1999 XU170 | 10 dez 1999 | Socorro       | LINEAR                | —         | MPC                           |
| 121732                 | 1999 XB171 | 10 dez 1999 | Socorro       | LINEAR                | —         | MPC                           |
| 121733                 | 1999 XR172 | 10 dez 1999 | Socorro       | LINEAR                | —         | MPC                           |
| 121734                 | 1999 XF178 | 10 dez 1999 | Socorro       | LINEAR                | —         | MPC                           |
| 121735                 | 1999 XD185 | 12 dez 1999 | Socorro       | LINEAR                | —         | MPC                           |
| 121736                 | 1999 XR186 | 12 dez 1999 | Socorro       | LINEAR                | —         | MPC                           |
| 121737                 | 1999 XY190 | 12 dez 1999 | Socorro       | LINEAR                | —         | MPC                           |
| 121738                 | 1999 XF191 | 12 dez 1999 | Socorro       | LINEAR                | —         | MPC                           |
| 121739                 | 1999 XT191 | 12 dez 1999 | Socorro       | LINEAR                | —         | MPC                           |
| 121740                 | 1999 XU196 | 12 dez 1999 | Socorro       | LINEAR                | —         | MPC                           |
| 121741                 | 1999 XT198 | 12 dez 1999 | Socorro       | LINEAR                | —         | MPC                           |
| 121742                 | 1999 XX203 | 12 dez 1999 | Socorro       | LINEAR                | —         | MPC                           |
| 121743                 | 1999 XH205 | 12 dez 1999 | Socorro       | LINEAR                | —         | MPC                           |
| 121744                 | 1999 XV205 | 12 dez 1999 | Socorro       | LINEAR                | —         | MPC                           |
| 121745                 | 1999 XN207 | 12 dez 1999 | Socorro       | LINEAR                | —         | MPC                           |
| 121746                 | 1999 XV207 | 12 dez 1999 | Socorro       | LINEAR                | —         | MPC                           |
| 121747                 | 1999 XY210 | 13 dez 1999 | Socorro       | LINEAR                | —         | MPC                           |
| 121748                 | 1999 XA212 | 13 dez 1999 | Socorro       | LINEAR                | —         | MPC                           |
| 121749                 | 1999 XU217 | 13 dez 1999 | Kitt Peak     | Spacewatch            | —         | MPC                           |
| 121750                 | 1999 XE222 | 15 dez 1999 | Socorro       | LINEAR                | —         | MPC                           |
| 121751                 | 1999 XO228 | 14 dez 1999 | Kitt Peak     | Spacewatch            | —         | MPC                           |
| 121752                 | 1999 XV234 | 3 dez 1999  | Anderson Mesa | LONEOS                | —         | MPC                           |
| 121753                 | 1999 XP247 | 6 dez 1999  | Socorro       | LINEAR                | —         | MPC                           |
| 121754                 | 1999 XO252 | 12 dez 1999 | Kitt Peak     | Spacewatch            | —         | MPC                           |
| 121755                 | 1999 XY253 | 12 dez 1999 | Kitt Peak     | Spacewatch            | —         | MPC                           |
| 121756 Sotomejias      | 1999 XA257 | 7 dez 1999  | Catalina      | CSS                   | —         | MPC                           |
| 121757                 | 1999 YZ1   | 16 dez 1999 | Kitt Peak     | Spacewatch            | —         | MPC                           |
| 121758                 | 1999 YT3   | 19 dez 1999 | Socorro       | LINEAR                | —         | MPC                           |
| 121759                 | 1999 YU3   | 19 dez 1999 | Socorro       | LINEAR                | —         | MPC                           |
| 121760                 | 1999 YY4   | 28 dez 1999 | Prescott      | P. G. Comba           | —         | MPC                           |
| 121761                 | 1999 YZ6   | 30 dez 1999 | Socorro       | LINEAR                | —         | MPC                           |
| 121762                 | 1999 YW8   | 30 dez 1999 | Prescott      | P. G. Comba           | Brangane  | MPC                           |
| 121763                 | 1999 YA10  | 27 dez 1999 | Kitt Peak     | Spacewatch            | Ursula    | MPC                           |
| 121764                 | 1999 YH13  | 31 dez 1999 | Farpoint      | G. Hug, G. Bell       | —         | MPC                           |
| 121765                 | 1999 YF15  | 31 dez 1999 | Kitt Peak     | Spacewatch            | —         | MPC                           |
| 121766                 | 1999 YG15  | 31 dez 1999 | Kitt Peak     | Spacewatch            | —         | MPC                           |
| 121767                 | 1999 YK15  | 31 dez 1999 | Kitt Peak     | Spacewatch            | —         | MPC                           |
| 121768                 | 1999 YH17  | 31 dez 1999 | Kitt Peak     | Spacewatch            | —         | MPC                           |
| 121769                 | 1999 YF23  | 31 dez 1999 | Anderson Mesa | LONEOS                | —         | MPC                           |
| 121770                 | 2000 AV2   | 1 jan 2000  | San Marcello  | A. Boattini, G. Forti | —         | MPC                           |
| 121771                 | 2000 AN3   | 2 jan 2000  | Socorro       | LINEAR                | —         | MPC                           |
| 121772                 | 2000 AA20  | 3 jan 2000  | Socorro       | LINEAR                | —         | MPC                           |
| 121773                 | 2000 AZ23  | 3 jan 2000  | Socorro       | LINEAR                | Ursula    | MPC                           |
| 121774                 | 2000 AU24  | 3 jan 2000  | Socorro       | LINEAR                | —         | MPC                           |
| 121775                 | 2000 AF29  | 3 jan 2000  | Socorro       | LINEAR                | Ursula    | MPC                           |
| 121776                 | 2000 AH30  | 3 jan 2000  | Socorro       | LINEAR                | —         | MPC                           |
| 121777                 | 2000 AD32  | 3 jan 2000  | Socorro       | LINEAR                | —         | MPC                           |
| 121778                 | 2000 AB37  | 3 jan 2000  | Socorro       | LINEAR                | —         | MPC                           |
| 121779                 | 2000 AO40  | 3 jan 2000  | Socorro       | LINEAR                | —         | MPC                           |
| 121780                 | 2000 AG51  | 3 jan 2000  | Socorro       | LINEAR                | —         | MPC                           |
| 121781                 | 2000 AA55  | 4 jan 2000  | Socorro       | LINEAR                | Ursula    | MPC                           |
| 121782                 | 2000 AL66  | 4 jan 2000  | Socorro       | LINEAR                | —         | MPC                           |
| 121783                 | 2000 AM80  | 5 jan 2000  | Socorro       | LINEAR                | —         | MPC                           |
| 121784                 | 2000 AS82  | 5 jan 2000  | Socorro       | LINEAR                | —         | MPC                           |
| 121785                 | 2000 AM83  | 5 jan 2000  | Socorro       | LINEAR                | —         | MPC                           |
| 121786                 | 2000 AB89  | 5 jan 2000  | Socorro       | LINEAR                | —         | MPC                           |
| 121787                 | 2000 AB91  | 5 jan 2000  | Socorro       | LINEAR                | —         | MPC                           |
| 121788                 | 2000 AN101 | 5 jan 2000  | Socorro       | LINEAR                | —         | MPC                           |
| 121789                 | 2000 AE103 | 5 jan 2000  | Socorro       | LINEAR                | —         | MPC                           |
| 121790                 | 2000 AS104 | 5 jan 2000  | Socorro       | LINEAR                | —         | MPC                           |
| 121791                 | 2000 AS115 | 5 jan 2000  | Socorro       | LINEAR                | —         | MPC                           |
| 121792                 | 2000 AY118 | 5 jan 2000  | Socorro       | LINEAR                | —         | MPC                           |
| 121793                 | 2000 AT119 | 5 jan 2000  | Socorro       | LINEAR                | —         | MPC                           |
| 121794                 | 2000 AD124 | 5 jan 2000  | Socorro       | LINEAR                | —         | MPC                           |
| 121795                 | 2000 AR125 | 5 jan 2000  | Socorro       | LINEAR                | —         | MPC                           |
| 121796                 | 2000 AQ132 | 3 jan 2000  | Socorro       | LINEAR                | —         | MPC                           |
| 121797                 | 2000 AQ150 | 8 jan 2000  | Socorro       | LINEAR                | —         | MPC                           |
| 121798                 | 2000 AS158 | 3 jan 2000  | Socorro       | LINEAR                | —         | MPC                           |
| 121799                 | 2000 AB159 | 3 jan 2000  | Socorro       | LINEAR                | —         | MPC                           |
| 121800                 | 2000 AQ160 | 3 jan 2000  | Socorro       | LINEAR                | —         | MPC                           |

## 121801–121900
| Designação       | Designação | Descoberta  | Descoberta          | Descobridor(es)       | Categoria | Mais informações / Referência |
| Permanente       | Provisória | Data        | Local               | Descobridor(es)       | Categoria | Mais informações / Referência |
| ---------------- | ---------- | ----------- | ------------------- | --------------------- | --------- | ----------------------------- |
| 121801           | 2000 AO161 | 3 jan 2000  | Socorro             | LINEAR                | —         | MPC                           |
| 121802           | 2000 AP162 | 4 jan 2000  | Socorro             | LINEAR                | —         | MPC                           |
| 121803           | 2000 AC167 | 8 jan 2000  | Socorro             | LINEAR                | —         | MPC                           |
| 121804           | 2000 AK168 | 13 jan 2000 | Kleť                | Kleť Obs.             | Ursula    | MPC                           |
| 121805           | 2000 AS168 | 12 jan 2000 | Prescott            | P. G. Comba           | —         | MPC                           |
| 121806           | 2000 AH187 | 8 jan 2000  | Socorro             | LINEAR                | —         | MPC                           |
| 121807           | 2000 AW187 | 8 jan 2000  | Socorro             | LINEAR                | —         | MPC                           |
| 121808           | 2000 AN189 | 8 jan 2000  | Socorro             | LINEAR                | Eunomia   | MPC                           |
| 121809           | 2000 AA194 | 8 jan 2000  | Socorro             | LINEAR                | —         | MPC                           |
| 121810           | 2000 AU214 | 7 jan 2000  | Kitt Peak           | Spacewatch            | —         | MPC                           |
| 121811           | 2000 AD217 | 8 jan 2000  | Kitt Peak           | Spacewatch            | —         | MPC                           |
| 121812           | 2000 AP222 | 9 jan 2000  | Kitt Peak           | Spacewatch            | —         | MPC                           |
| 121813           | 2000 AW226 | 9 jan 2000  | Kitt Peak           | Spacewatch            | Ursula    | MPC                           |
| 121814           | 2000 AM231 | 4 jan 2000  | Socorro             | LINEAR                | —         | MPC                           |
| 121815           | 2000 AE232 | 4 jan 2000  | Socorro             | LINEAR                | —         | MPC                           |
| 121816           | 2000 AE238 | 6 jan 2000  | Socorro             | LINEAR                | —         | MPC                           |
| 121817 Szatmáry  | 2000 AP246 | 2 jan 2000  | Piszkéstető         | K. Sárneczky, L. Kiss | —         | MPC                           |
| 121818           | 2000 AB247 | 2 jan 2000  | Kitt Peak           | Spacewatch            | Juno      | MPC                           |
| 121819           | 2000 AH247 | 2 jan 2000  | Socorro             | LINEAR                | —         | MPC                           |
| 121820           | 2000 AE249 | 3 jan 2000  | Socorro             | LINEAR                | —         | MPC                           |
| 121821           | 2000 AL251 | 5 jan 2000  | Socorro             | LINEAR                | —         | MPC                           |
| 121822           | 2000 BT    | 26 jan 2000 | Farra d'Isonzo      | Farra d'Isonzo        | —         | MPC                           |
| 121823           | 2000 BA1   | 28 jan 2000 | Socorro             | LINEAR                | Juno      | MPC                           |
| 121824           | 2000 BU9   | 26 jan 2000 | Kitt Peak           | Spacewatch            | —         | MPC                           |
| 121825           | 2000 BV9   | 26 jan 2000 | Kitt Peak           | Spacewatch            | —         | MPC                           |
| 121826           | 2000 BA10  | 26 jan 2000 | Kitt Peak           | Spacewatch            | —         | MPC                           |
| 121827           | 2000 BG12  | 28 jan 2000 | Kitt Peak           | Spacewatch            | —         | MPC                           |
| 121828           | 2000 BH13  | 29 jan 2000 | Kitt Peak           | Spacewatch            | —         | MPC                           |
| 121829           | 2000 BU15  | 29 jan 2000 | Socorro             | LINEAR                | —         | MPC                           |
| 121830           | 2000 BG20  | 26 jan 2000 | Kitt Peak           | Spacewatch            | —         | MPC                           |
| 121831           | 2000 BV20  | 28 jan 2000 | Kitt Peak           | Spacewatch            | —         | MPC                           |
| 121832           | 2000 BZ21  | 29 jan 2000 | Kitt Peak           | Spacewatch            | —         | MPC                           |
| 121833           | 2000 BO23  | 27 jan 2000 | Socorro             | LINEAR                | —         | MPC                           |
| 121834           | 2000 BZ24  | 30 jan 2000 | Socorro             | LINEAR                | —         | MPC                           |
| 121835           | 2000 BD25  | 30 jan 2000 | Socorro             | LINEAR                | —         | MPC                           |
| 121836           | 2000 BZ26  | 30 jan 2000 | Socorro             | LINEAR                | —         | MPC                           |
| 121837           | 2000 BT27  | 30 jan 2000 | Socorro             | LINEAR                | —         | MPC                           |
| 121838           | 2000 BX37  | 28 jan 2000 | Kitt Peak           | Spacewatch            | Ursula    | MPC                           |
| 121839           | 2000 BS41  | 30 jan 2000 | Kitt Peak           | Spacewatch            | Brangane  | MPC                           |
| 121840           | 2000 BS44  | 28 jan 2000 | Kitt Peak           | Spacewatch            | —         | MPC                           |
| 121841           | 2000 BX49  | 16 jan 2000 | Kitt Peak           | Spacewatch            | —         | MPC                           |
| 121842           | 2000 CD6   | 2 fev 2000  | Socorro             | LINEAR                | Juno      | MPC                           |
| 121843           | 2000 CQ6   | 2 fev 2000  | Socorro             | LINEAR                | —         | MPC                           |
| 121844           | 2000 CQ9   | 2 fev 2000  | Socorro             | LINEAR                | Ursula    | MPC                           |
| 121845           | 2000 CS9   | 2 fev 2000  | Socorro             | LINEAR                | —         | MPC                           |
| 121846           | 2000 CJ14  | 2 fev 2000  | Socorro             | LINEAR                | —         | MPC                           |
| 121847           | 2000 CS22  | 2 fev 2000  | Socorro             | LINEAR                | —         | MPC                           |
| 121848           | 2000 CN23  | 2 fev 2000  | Socorro             | LINEAR                | —         | MPC                           |
| 121849           | 2000 CB24  | 2 fev 2000  | Socorro             | LINEAR                | —         | MPC                           |
| 121850           | 2000 CA28  | 2 fev 2000  | Socorro             | LINEAR                | —         | MPC                           |
| 121851           | 2000 CO31  | 2 fev 2000  | Socorro             | LINEAR                | —         | MPC                           |
| 121852           | 2000 CU31  | 2 fev 2000  | Socorro             | LINEAR                | —         | MPC                           |
| 121853           | 2000 CT34  | 3 fev 2000  | Tebbutt             | F. B. Zoltowski       | —         | MPC                           |
| 121854           | 2000 CE44  | 2 fev 2000  | Socorro             | LINEAR                | —         | MPC                           |
| 121855           | 2000 CX52  | 2 fev 2000  | Socorro             | LINEAR                | —         | MPC                           |
| 121856           | 2000 CX54  | 3 fev 2000  | Socorro             | LINEAR                | —         | MPC                           |
| 121857           | 2000 CO64  | 3 fev 2000  | Socorro             | LINEAR                | —         | MPC                           |
| 121858           | 2000 CV64  | 3 fev 2000  | Socorro             | LINEAR                | —         | MPC                           |
| 121859           | 2000 CG66  | 6 fev 2000  | Socorro             | LINEAR                | Ursula    | MPC                           |
| 121860           | 2000 CK66  | 6 fev 2000  | Socorro             | LINEAR                | —         | MPC                           |
| 121861           | 2000 CW69  | 1 fev 2000  | Kitt Peak           | Spacewatch            | —         | MPC                           |
| 121862           | 2000 CT72  | 2 fev 2000  | Socorro             | LINEAR                | Brangane  | MPC                           |
| 121863           | 2000 CO75  | 6 fev 2000  | Socorro             | LINEAR                | —         | MPC                           |
| 121864           | 2000 CK76  | 9 fev 2000  | Višnjan Observatory | K. Korlević           | —         | MPC                           |
| 121865 Dauvergne | 2000 CT80  | 10 fev 2000 | La Silla            | F. Colas, C. Cavadore | —         | MPC                           |
| 121866           | 2000 CE83  | 4 fev 2000  | Socorro             | LINEAR                | —         | MPC                           |
| 121867           | 2000 CB86  | 4 fev 2000  | Socorro             | LINEAR                | —         | MPC                           |
| 121868           | 2000 CQ90  | 6 fev 2000  | Socorro             | LINEAR                | —         | MPC                           |
| 121869           | 2000 CF91  | 6 fev 2000  | Socorro             | LINEAR                | —         | MPC                           |
| 121870           | 2000 CB98  | 7 fev 2000  | Kitt Peak           | Spacewatch            | Ursula    | MPC                           |
| 121871           | 2000 CH99  | 8 fev 2000  | Kitt Peak           | Spacewatch            | —         | MPC                           |
| 121872           | 2000 CE100 | 10 fev 2000 | Kitt Peak           | Spacewatch            | —         | MPC                           |
| 121873           | 2000 CA101 | 12 fev 2000 | Kitt Peak           | Spacewatch            | —         | MPC                           |
| 121874           | 2000 CJ116 | 3 fev 2000  | Socorro             | LINEAR                | —         | MPC                           |
| 121875           | 2000 CQ116 | 3 fev 2000  | Socorro             | LINEAR                | —         | MPC                           |
| 121876           | 2000 CT117 | 2 fev 2000  | Socorro             | LINEAR                | —         | MPC                           |
| 121877           | 2000 CG120 | 2 fev 2000  | Socorro             | LINEAR                | —         | MPC                           |
| 121878           | 2000 CG122 | 3 fev 2000  | Socorro             | LINEAR                | —         | MPC                           |
| 121879           | 2000 CF132 | 3 fev 2000  | Kitt Peak           | Spacewatch            | —         | MPC                           |
| 121880           | 2000 CV134 | 4 fev 2000  | Kitt Peak           | Spacewatch            | —         | MPC                           |
| 121881           | 2000 DC1   | 25 fev 2000 | Socorro             | LINEAR                | —         | MPC                           |
| 121882           | 2000 DW1   | 26 fev 2000 | Kitt Peak           | Spacewatch            | —         | MPC                           |
| 121883           | 2000 DA2   | 26 fev 2000 | Kitt Peak           | Spacewatch            | —         | MPC                           |
| 121884           | 2000 DA3   | 27 fev 2000 | Oizumi              | T. Kobayashi          | —         | MPC                           |
| 121885           | 2000 DQ6   | 28 fev 2000 | Socorro             | LINEAR                | —         | MPC                           |
| 121886           | 2000 DF10  | 26 fev 2000 | Kitt Peak           | Spacewatch            | —         | MPC                           |
| 121887           | 2000 DY11  | 27 fev 2000 | Kitt Peak           | Spacewatch            | —         | MPC                           |
| 121888           | 2000 DN12  | 27 fev 2000 | Kitt Peak           | Spacewatch            | —         | MPC                           |
| 121889           | 2000 DL17  | 29 fev 2000 | Socorro             | LINEAR                | —         | MPC                           |
| 121890           | 2000 DK21  | 29 fev 2000 | Socorro             | LINEAR                | —         | MPC                           |
| 121891           | 2000 DP21  | 29 fev 2000 | Socorro             | LINEAR                | —         | MPC                           |
| 121892           | 2000 DC25  | 29 fev 2000 | Socorro             | LINEAR                | —         | MPC                           |
| 121893           | 2000 DM25  | 29 fev 2000 | Socorro             | LINEAR                | —         | MPC                           |
| 121894           | 2000 DC28  | 29 fev 2000 | Socorro             | LINEAR                | Ursula    | MPC                           |
| 121895           | 2000 DJ29  | 29 fev 2000 | Socorro             | LINEAR                | —         | MPC                           |
| 121896           | 2000 DW33  | 29 fev 2000 | Socorro             | LINEAR                | —         | MPC                           |
| 121897           | 2000 DZ34  | 29 fev 2000 | Socorro             | LINEAR                | Mitidika  | MPC                           |
| 121898           | 2000 DG35  | 29 fev 2000 | Socorro             | LINEAR                | —         | MPC                           |
| 121899           | 2000 DM36  | 29 fev 2000 | Socorro             | LINEAR                | —         | MPC                           |
| 121900           | 2000 DU37  | 29 fev 2000 | Socorro             | LINEAR                | —         | MPC                           |

## 121901–122000
| Designação | Designação | Descoberta  | Descoberta    | Descobridor(es) | Categoria | Mais informações / Referência |
| Permanente | Provisória | Data        | Local         | Descobridor(es) | Categoria | Mais informações / Referência |
| ---------- | ---------- | ----------- | ------------- | --------------- | --------- | ----------------------------- |
| 121901     | 2000 DT44  | 29 fev 2000 | Socorro       | LINEAR          | —         | MPC                           |
| 121902     | 2000 DV44  | 29 fev 2000 | Socorro       | LINEAR          | —         | MPC                           |
| 121903     | 2000 DZ50  | 29 fev 2000 | Socorro       | LINEAR          | —         | MPC                           |
| 121904     | 2000 DS51  | 29 fev 2000 | Socorro       | LINEAR          | —         | MPC                           |
| 121905     | 2000 DE56  | 29 fev 2000 | Socorro       | LINEAR          | —         | MPC                           |
| 121906     | 2000 DB62  | 29 fev 2000 | Socorro       | LINEAR          | —         | MPC                           |
| 121907     | 2000 DX64  | 29 fev 2000 | Socorro       | LINEAR          | —         | MPC                           |
| 121908     | 2000 DD65  | 29 fev 2000 | Socorro       | LINEAR          | —         | MPC                           |
| 121909     | 2000 DR65  | 29 fev 2000 | Socorro       | LINEAR          | —         | MPC                           |
| 121910     | 2000 DW66  | 29 fev 2000 | Socorro       | LINEAR          | —         | MPC                           |
| 121911     | 2000 DG67  | 29 fev 2000 | Socorro       | LINEAR          | —         | MPC                           |
| 121912     | 2000 DZ67  | 29 fev 2000 | Socorro       | LINEAR          | —         | MPC                           |
| 121913     | 2000 DN68  | 29 fev 2000 | Socorro       | LINEAR          | —         | MPC                           |
| 121914     | 2000 DB69  | 29 fev 2000 | Socorro       | LINEAR          | —         | MPC                           |
| 121915     | 2000 DN73  | 29 fev 2000 | Socorro       | LINEAR          | —         | MPC                           |
| 121916     | 2000 DW76  | 29 fev 2000 | Socorro       | LINEAR          | —         | MPC                           |
| 121917     | 2000 DL83  | 28 fev 2000 | Socorro       | LINEAR          | —         | MPC                           |
| 121918     | 2000 DN83  | 28 fev 2000 | Socorro       | LINEAR          | —         | MPC                           |
| 121919     | 2000 DN84  | 29 fev 2000 | Socorro       | LINEAR          | —         | MPC                           |
| 121920     | 2000 DP88  | 29 fev 2000 | Socorro       | LINEAR          | —         | MPC                           |
| 121921     | 2000 DA89  | 26 fev 2000 | Kitt Peak     | Spacewatch      | —         | MPC                           |
| 121922     | 2000 DT91  | 27 fev 2000 | Kitt Peak     | Spacewatch      | —         | MPC                           |
| 121923     | 2000 DZ96  | 29 fev 2000 | Socorro       | LINEAR          | Ursula    | MPC                           |
| 121924     | 2000 DH98  | 29 fev 2000 | Socorro       | LINEAR          | —         | MPC                           |
| 121925     | 2000 DX98  | 29 fev 2000 | Socorro       | LINEAR          | —         | MPC                           |
| 121926     | 2000 DO103 | 29 fev 2000 | Socorro       | LINEAR          | —         | MPC                           |
| 121927     | 2000 DX103 | 29 fev 2000 | Socorro       | LINEAR          | —         | MPC                           |
| 121928     | 2000 DV104 | 29 fev 2000 | Socorro       | LINEAR          | —         | MPC                           |
| 121929     | 2000 DB105 | 29 fev 2000 | Socorro       | LINEAR          | —         | MPC                           |
| 121930     | 2000 DW105 | 29 fev 2000 | Socorro       | LINEAR          | —         | MPC                           |
| 121931     | 2000 DY114 | 27 fev 2000 | Kitt Peak     | Spacewatch      | —         | MPC                           |
| 121932     | 2000 DW117 | 25 fev 2000 | Kitt Peak     | Spacewatch      | —         | MPC                           |
| 121933     | 2000 EG1   | 3 mar 2000  | Socorro       | LINEAR          | Ursula    | MPC                           |
| 121934     | 2000 EP3   | 3 mar 2000  | Socorro       | LINEAR          | —         | MPC                           |
| 121935     | 2000 EN4   | 2 mar 2000  | Kitt Peak     | Spacewatch      | —         | MPC                           |
| 121936     | 2000 ER6   | 2 mar 2000  | Kitt Peak     | Spacewatch      | —         | MPC                           |
| 121937     | 2000 EP9   | 3 mar 2000  | Socorro       | LINEAR          | —         | MPC                           |
| 121938     | 2000 EX11  | 4 mar 2000  | Socorro       | LINEAR          | —         | MPC                           |
| 121939     | 2000 EE13  | 4 mar 2000  | Socorro       | LINEAR          | —         | MPC                           |
| 121940     | 2000 EW16  | 3 mar 2000  | Socorro       | LINEAR          | —         | MPC                           |
| 121941     | 2000 ER18  | 5 mar 2000  | Socorro       | LINEAR          | —         | MPC                           |
| 121942     | 2000 ES23  | 8 mar 2000  | Kitt Peak     | Spacewatch      | —         | MPC                           |
| 121943     | 2000 EV27  | 4 mar 2000  | Socorro       | LINEAR          | —         | MPC                           |
| 121944     | 2000 EJ28  | 4 mar 2000  | Socorro       | LINEAR          | —         | MPC                           |
| 121945     | 2000 EK31  | 5 mar 2000  | Socorro       | LINEAR          | —         | MPC                           |
| 121946     | 2000 EO31  | 5 mar 2000  | Socorro       | LINEAR          | —         | MPC                           |
| 121947     | 2000 EC36  | 3 mar 2000  | Socorro       | LINEAR          | —         | MPC                           |
| 121948     | 2000 EH37  | 8 mar 2000  | Socorro       | LINEAR          | —         | MPC                           |
| 121949     | 2000 ET42  | 8 mar 2000  | Socorro       | LINEAR          | —         | MPC                           |
| 121950     | 2000 EA43  | 8 mar 2000  | Socorro       | LINEAR          | —         | MPC                           |
| 121951     | 2000 ES45  | 9 mar 2000  | Socorro       | LINEAR          | —         | MPC                           |
| 121952     | 2000 EX48  | 9 mar 2000  | Socorro       | LINEAR          | —         | MPC                           |
| 121953     | 2000 EP50  | 10 mar 2000 | Prescott      | P. G. Comba     | —         | MPC                           |
| 121954     | 2000 EQ50  | 10 mar 2000 | Prescott      | P. G. Comba     | —         | MPC                           |
| 121955     | 2000 ED53  | 4 mar 2000  | Kitt Peak     | Spacewatch      | —         | MPC                           |
| 121956     | 2000 EH54  | 9 mar 2000  | Kitt Peak     | Spacewatch      | —         | MPC                           |
| 121957     | 2000 EX54  | 10 mar 2000 | Kitt Peak     | Spacewatch      | —         | MPC                           |
| 121958     | 2000 EP58  | 8 mar 2000  | Socorro       | LINEAR          | —         | MPC                           |
| 121959     | 2000 EL67  | 10 mar 2000 | Socorro       | LINEAR          | —         | MPC                           |
| 121960     | 2000 EN68  | 10 mar 2000 | Socorro       | LINEAR          | —         | MPC                           |
| 121961     | 2000 EZ79  | 5 mar 2000  | Socorro       | LINEAR          | —         | MPC                           |
| 121962     | 2000 EJ81  | 5 mar 2000  | Socorro       | LINEAR          | —         | MPC                           |
| 121963     | 2000 EF87  | 8 mar 2000  | Socorro       | LINEAR          | —         | MPC                           |
| 121964     | 2000 EC99  | 11 mar 2000 | Kitt Peak     | Spacewatch      | —         | MPC                           |
| 121965     | 2000 EF99  | 12 mar 2000 | Kitt Peak     | Spacewatch      | —         | MPC                           |
| 121966     | 2000 EC103 | 11 mar 2000 | Socorro       | LINEAR          | —         | MPC                           |
| 121967     | 2000 EP108 | 8 mar 2000  | Haleakalā     | NEAT            | —         | MPC                           |
| 121968     | 2000 EU108 | 8 mar 2000  | Kitt Peak     | Spacewatch      | Brangane  | MPC                           |
| 121969     | 2000 ES110 | 8 mar 2000  | Haleakalā     | NEAT            | —         | MPC                           |
| 121970     | 2000 EK112 | 9 mar 2000  | Kitt Peak     | Spacewatch      | —         | MPC                           |
| 121971     | 2000 EF113 | 9 mar 2000  | Socorro       | LINEAR          | —         | MPC                           |
| 121972     | 2000 ES117 | 11 mar 2000 | Anderson Mesa | LONEOS          | —         | MPC                           |
| 121973     | 2000 EW118 | 11 mar 2000 | Anderson Mesa | LONEOS          | —         | MPC                           |
| 121974     | 2000 ED119 | 11 mar 2000 | Anderson Mesa | LONEOS          | —         | MPC                           |
| 121975     | 2000 EA126 | 11 mar 2000 | Anderson Mesa | LONEOS          | —         | MPC                           |
| 121976     | 2000 EH129 | 11 mar 2000 | Anderson Mesa | LONEOS          | —         | MPC                           |
| 121977     | 2000 EK135 | 11 mar 2000 | Anderson Mesa | LONEOS          | —         | MPC                           |
| 121978     | 2000 ED140 | 8 mar 2000  | Mauna Kea     | R. J. Whiteley  | Juno      | MPC                           |
| 121979     | 2000 EM149 | 5 mar 2000  | Socorro       | LINEAR          | —         | MPC                           |
| 121980     | 2000 ET156 | 10 mar 2000 | Socorro       | LINEAR          | —         | MPC                           |
| 121981     | 2000 EH159 | 3 mar 2000  | Socorro       | LINEAR          | —         | MPC                           |
| 121982     | 2000 EP160 | 3 mar 2000  | Socorro       | LINEAR          | —         | MPC                           |
| 121983     | 2000 EN164 | 3 mar 2000  | Socorro       | LINEAR          | —         | MPC                           |
| 121984     | 2000 ED167 | 4 mar 2000  | Socorro       | LINEAR          | —         | MPC                           |
| 121985     | 2000 EP172 | 10 mar 2000 | Kitt Peak     | Spacewatch      | —         | MPC                           |
| 121986     | 2000 ER180 | 4 mar 2000  | Socorro       | LINEAR          | —         | MPC                           |
| 121987     | 2000 EU188 | 3 mar 2000  | Socorro       | LINEAR          | —         | MPC                           |
| 121988     | 2000 FW8   | 29 mar 2000 | Kitt Peak     | Spacewatch      | —         | MPC                           |
| 121989     | 2000 FV9   | 30 mar 2000 | Kitt Peak     | Spacewatch      | —         | MPC                           |
| 121990     | 2000 FX11  | 28 mar 2000 | Socorro       | LINEAR          | —         | MPC                           |
| 121991     | 2000 FC17  | 28 mar 2000 | Socorro       | LINEAR          | —         | MPC                           |
| 121992     | 2000 FS20  | 29 mar 2000 | Socorro       | LINEAR          | —         | MPC                           |
| 121993     | 2000 FX27  | 27 mar 2000 | Anderson Mesa | LONEOS          | —         | MPC                           |
| 121994     | 2000 FV28  | 27 mar 2000 | Anderson Mesa | LONEOS          | —         | MPC                           |
| 121995     | 2000 FO38  | 29 mar 2000 | Socorro       | LINEAR          | —         | MPC                           |
| 121996     | 2000 FV41  | 29 mar 2000 | Socorro       | LINEAR          | —         | MPC                           |
| 121997     | 2000 FX41  | 29 mar 2000 | Socorro       | LINEAR          | —         | MPC                           |
| 121998     | 2000 FS43  | 29 mar 2000 | Socorro       | LINEAR          | —         | MPC                           |
| 121999     | 2000 FM44  | 29 mar 2000 | Socorro       | LINEAR          | —         | MPC                           |
| 122000     | 2000 FR45  | 29 mar 2000 | Socorro       | LINEAR          | —         | MPC                           |